# Liste de ponts de Chine

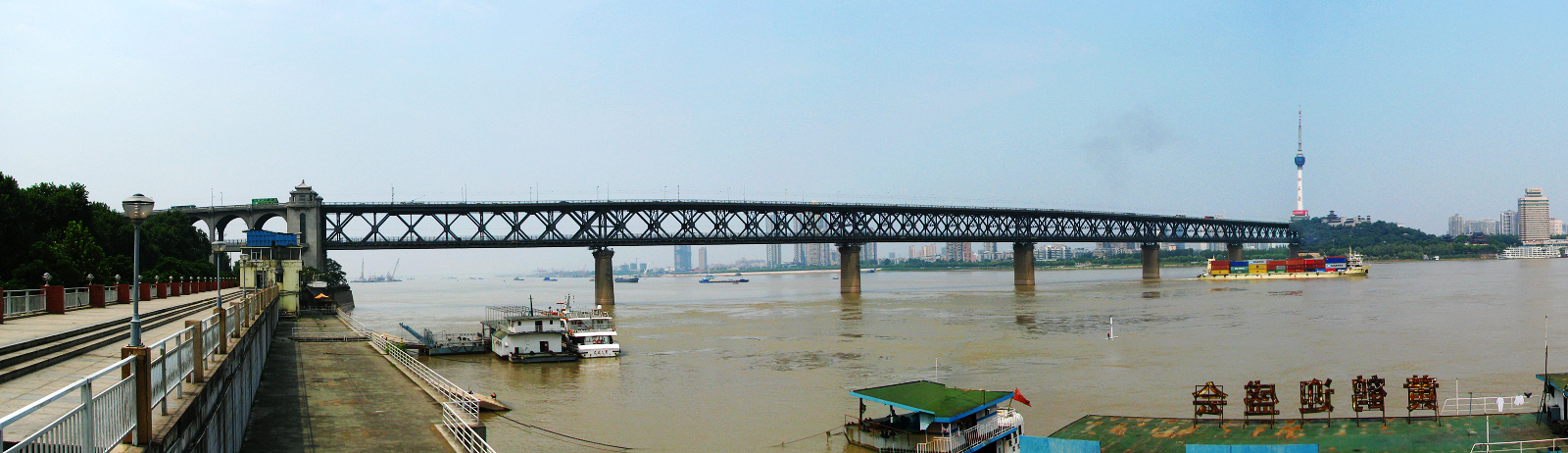
Le pont de Wuhan sur le Yangtze.

Cette liste de ponts de Chine contient tous les ponts de Chine, du Tibet et de Hong Kong remarquables tant par leurs caractéristiques dimensionnelles, que par leur intérêt architectural ou historique.
La catégorie lien donne la classification de l'ouvrage parmi ceux présentés et propose un lien vers la fiche technique du pont sur le site Structurae, base de données et galerie internationale d'ouvrages d'art. La liste peut être triée selon les différentes entrées du tableau pour voir ainsi les ponts en arc ou les ouvrages les plus récents par exemple.
Les colonnes portée et longueur, exprimées en mètres indiquent respectivement la distance entre les pylônes de la travée principale et la longueur totale de l'ouvrage, viaducs d'accès compris.

## Ponts présentant un intérêt historique ou architectural
| Image | Rang | Nom                              | Chinois          | Distinction                                                                        | Long. | Type                                                                                 | Voie portée Voie franchie                                            | Date | Localisation                                         | Province               | Ref.    |
| ----- | ---- | -------------------------------- | ---------------- | ---------------------------------------------------------------------------------- | ----- | ------------------------------------------------------------------------------------ | -------------------------------------------------------------------- | ---- | ---------------------------------------------------- | ---------------------- | ------- |
|       | 1    | Pont de Zhaozhou                 | 趙州橋           | Pont à arc segmentaire à tympan ouvert le plus vieux au monde Site National (1-58) | 51    | Maçonnerie 1 arche segmentaire Portée : 37,4 mètres                                  | Xiaoshui                                                             | 605  | Xian de Zhao 37° 43′ 12,7″ N, 114° 45′ 47,9″ E       | Hebei                  | ,       |
|       | 2    | Pont de Baodai                   | 宝带桥           |                                                                                    | 317   | Maçonnerie 53 arches plein cintre                                                    | Grand canal Pékin-Hangzhou                                           | 816  | Suzhou 31° 15′ 31,8″ N, 120° 38′ 57,9″ E             | Jiangsu                |         |
|       | 3    | Pont de Luoyang                  | 洛阳桥           |                                                                                    | 1200  | Dalles de pierre                                                                     | Luojiang (Fujian)                                                    | 1059 | District de Luojiang 24° 57′ 17″ N, 118° 40′ 34,8″ E | Fujian                 | [ 2 ]   |
|       | 4    | Pont de Longjiang                | 龙江桥           |                                                                                    | 476   | Dalles de pierre 40 travées                                                          | Longjiang                                                            | 1124 | Haikou 25° 41′ 38,9″ N, 119° 27′ 09,2″ E             | Fujian                 | [ C 1 ] |
|       | 5    | Pont Caihong                     | 清华彩虹桥       | Site National (6-605)                                                              | 140   | Pont couvert en bois Piles maçonnerie, 5 travées                                     | Pont piétonnier                                                      | 1137 | Qinghuazhen 29° 25′ 02,5″ N, 117° 46′ 11,4″ E        | Jiangxi                |         |
|       | 6    | Pont d'Anping                    | 安平橋           | Plus long pont de Chine jusqu'en 1905 Site National (1-59)                         | 2255  | Dalles de pierre 331 travées                                                         | Baie d'Anhai (Shijing)                                               | 1151 | Anhai - Shuitou 24° 42′ 36,5″ N, 118° 26′ 37,4″ E    | Fujian                 | [ 3 ]   |
|       | 7    | Pont de Lugou Pont de Marco Polo | 盧溝橋           | Les parapets sont décorés de lions en pierre Site National (1-24)                  | 266   | Maçonnerie 11 arches segmentaires, granit                                            | Yongting                                                             | 1192 | Pékin 39° 50′ 56,4″ N, 116° 12′ 46,4″ E              | Pékin                  |         |
|       | 8    | Pont de Guyue                    | 古月桥           |                                                                                    | 31    | Maçonnerie 1 arche plein cintre                                                      |                                                                      | 1213 | Chi'anzhen 29° 09′ 44,2″ N, 120° 04′ 20,6″ E         | Zhejiang               | [ 4 ]   |
|       | 9    | Pont de Yonggui                  | 咏归桥           |                                                                                    | 39    | Pont couvert en bois Portée : 21,7 mètres                                            | Songyuanxi                                                           | 1306 | Xian de Qingyuan 27° 37′ 25,1″ N, 119° 03′ 20,7″ E   | Zhejiang               | [ 5 ]   |
|       | 10   | Pont de Chaksam                  |                  |                                                                                    | 137   | Suspendu Chaînes à maillons en fer forgé                                             | Yarlung Zangbo (Brahmapoutre)                                        | 1430 | Chaksam 29° 22′ 35,5″ N, 88° 00′ 15,5″ E             | Tibet                  |         |
|       | 11   | Pont de Guangji                  | 广济桥           | Site National (3-69)                                                               | 519   | Pont flottant (travée centrale), viaduc d'accès en maçonnerie                        | Hanjiang (Guangdong)                                                 | 1435 | Chaozhou 23° 39′ 55,2″ N, 116° 39′ 00,7″ E           | Guangdong              | ,       |
|       | 12   | Pont de Xianju                   | 仙居桥           |                                                                                    | 42    | Pont couvert en bois Portée : 34,1 mètres                                            |                                                                      | 1453 | Xian de Taishun 27° 34′ 40,4″ N, 119° 45′ 06,7″ E    | Zhejiang               | [ 7 ]   |
|       | 13   | Pont de Xidong                   | 泰顺溪东桥       |                                                                                    | 42    | Pont couvert en bois Portée : 25,7 mètres                                            |                                                                      | 1570 | Xian de Taishun 27° 28′ 18,2″ N, 120° 00′ 10,3″ E    | Zhejiang               |         |
|       | 14   | Pont de Fangsheng                | 放生桥           |                                                                                    | 71    | Maçonnerie 5 arches plein cintre                                                     | Pont piétonnier Caogangjiang                                         | 1571 | Zhujiajiao 31° 06′ 48,9″ N, 121° 03′ 05,3″ E         | Shanghai               | [ 8 ]   |
|       | 15   | Pont d'Anshun                    | 安顺桥           | Un restaurant est aménagé sur le pont                                              |       | Maçonnerie 3 arches brisées                                                          | Veranda Bridge Restaurant Jinjiang                                   | 1680 | Chengdu 30° 38′ 38,9″ N, 104° 05′ 00″ E              | Sichuan                |         |
|       | 16   | Pont de Luding                   | 泸定桥           | Site National (1-22)                                                               |       | Suspendu Chaînes à maillons en fer forgé Portée : 104 mètres                         | Dadu                                                                 | 1706 | Xian de Luding 29° 54′ 52,2″ N, 102° 13′ 48,7″ E     | Sichuan                |         |
|       | 17   | Pont de Xijin                    | 西津桥           | Plus grand pont couvert du Zhejiang                                                | 166   | Pont couvert en bois Piles maçonnerie, 13 travées                                    | Yongkang                                                             | 1718 | Yongkang 28° 53′ 53,2″ N, 120° 01′ 17,4″ E           | Zhejiang               |         |
|       | 18   | Pont des Cinq Pavillons          | 五亭桥           | Site National (6-533)                                                              |       | Maçonnerie 1 arche plein cintre                                                      | Pont piétonnier Lac mince de l'ouest                                 | 1757 | Yangzhou 32° 24′ 35,1″ N, 119° 24′ 58,5″ E           | Jiangsu                |         |
|       | 19   | Pont de la Ceinture de Jade      | 玉帶橋           | Pont lune · Palais d'Été de Pékin · Patrimoine mondial (1998)                      |       | Maçonnerie 1 arche brisée                                                            | Pont piétonnier Lac de Kunming                                       | 1764 | Pékin 39° 58′ 48,8″ N, 116° 16′ 25,6″ E              | Pékin                  | [ 9 ]   |
|       | 20   | Pont des dix-sept arches         | 十七拱桥         | Palais d'Été de Pékin · Patrimoine mondial (1998)                                  | 150   | Maçonnerie 17 arches plein cintre                                                    | Lac de Kunming                                                       | 1764 | Pékin 39° 59′ 22,3″ N, 116° 16′ 17,3″ E              | Pékin                  | [ 9 ]   |
|       | 21   | Pont suspendu d'Anlan            | 夫妻桥           |                                                                                    |       | Suspendu                                                                             | Pont piétonnier Min                                                  | 1803 | Dujiangyan 31° 00′ 28″ N, 103° 36′ 20″ E             | Sichuan                |         |
|       | 22   | Pont Shuanglong                  | 双龙桥           |                                                                                    | 148   | Maçonnerie 17 arches                                                                 | Pont piétonnier Lujiang - Tachong                                    | 1839 | Xian de Jianshui 23° 36′ 30,7″ N, 102° 47′ 34,2″ E   | Yunnan                 | [ C 2 ] |
|       | 23   | Viaduc de Faux-Namti             | 红河州屏边人字桥 | Site National (6-1053)                                                             | 67    | Pont à béquilles Treillis acier                                                      | Yunnan–Vietnam Railway Sichahe                                       | 1908 | Xian de Pingbian 23° 12′ 55,5″ N, 103° 45′ 22,7″ E   | Yunnan                 | [ D 2 ] |
|       | 24   | Pont de Chenyang                 | 程陽橋           | Les parapets sont décorés de lions en pierre Site National (1-24)                  | 65    | Pont couvert en bois Piles maçonnerie, 4 travées                                     | Pont piétonnier Linxinhe                                             | 1916 | Xian de Sanjiang 25° 54′ 01,9″ N, 109° 38′ 16″ E     | Guangxi                |         |
|       | 25   | Pont des Fées                    | 黄山步仙桥       | Situé dans les monts Huang · Patrimoine mondial (1990)                             |       | Maçonnerie 1 arche segmentaire                                                       | Pont piétonnier                                                      |      | Huangshan 30° 08′ 02,5″ N, 118° 09′ 03,6″ E          | Anhui                  | [ 10 ]  |
|       | 26   | Pont du Qiantang Jiang           | 钱塘江大桥       | Site National (6-950)                                                              | 1453  | Treillis Acier, 2 niveaux                                                            | Jiangnan Avenue 1 ligne ferroviaire Qiantang                         | 1937 | Hangzhou 30° 11′ 42,4″ N, 120° 08′ 04,6″ E           | Zhejiang               |         |
|       | 27   | Pont de l'amitié sino-coréenne   | 中朝友谊桥       | Frontière Chine - Corée du Nord                                                    | 941   | Poutres cantilever Acier                                                             | Yalou                                                                | 1943 | Dandong - Sinuiju 40° 06′ 56,9″ N, 124° 23′ 28,7″ E  | Liaoning Corée du Nord |         |
|       | 28   | Pont de Wuhan                    | 武汉长江大桥     | Premier pont franchissant le Yangzi Jiang                                          | 1600  | Treillis Acier, 2 niveaux                                                            | Guishan South Rd. - Wuluo Rd. Beijing-Guangzhou Railway Yangzi Jiang | 1957 | Wuhan 30° 33′ 08,1″ N, 114° 16′ 58,9″ E              | Hubei                  |         |
|       | 29   | Pont de l'amitié sino-népalaise  | 中尼友谊桥       | Frontière Chine - Népal                                                            |       | Arc Béton, tablier porté                                                             | G318 National Road Bhote Kosi                                        | 1964 | Zhangmu – Kodari 27° 58′ 24,4″ N, 85° 57′ 49,8″ E    | Tibet Népal            | [ 11 ]  |
|       | 30   | Pont de Nanjing                  | 南京长江大桥     |                                                                                    | 6772  | Treillis Acier, 2 niveaux                                                            | Ningliu Rd. - Huju Rd. Beijing–Shanghai Railway Yangzi Jiang         | 1968 | Nankin 32° 06′ 55,3″ N, 118° 44′ 18,8″ E             | Jiangsu                |         |
|       | 31   | Pont de Wuchaohe                 | 乌巢河大桥       |                                                                                    | 251   | Maçonnerie 1 arche principale segmentaire, 13 arches secondaires Portée : 120 mètres | Wuchaohe                                                             | 1990 | Xian de Fenghuang 28° 04′ 43″ N, 109° 23′ 58″ E      | Hunan                  | [ C 3 ] |
|       | 32   | Pont de Danhe                    | 丹河大桥         | Plus grande portée en maçonnerie du monde                                          | 413   | Maçonnerie 1 arche principale segmentaire, 7 arches secondaires Portée : 146 mètres  | G5512 Jinxin Expy Danhe                                              | 2000 | Jincheng 35° 28′ 15,2″ N, 112° 59′ 42,8″ E           | Shanxi                 | [ D 1 ] |

## Grands ponts
Ce tableau présente les ouvrages ayant des portées supérieures à 200 mètres (liste non exhaustive).
| Image | Rang | Nom                                                     | Chinois                  | Portée    | Long. | Type                                                                                           | Voie portée Voie franchie                                                              | Date | Localisation                                                                | Province            | Ref.               |
| ----- | ---- | ------------------------------------------------------- | ------------------------ | --------- | ----- | ---------------------------------------------------------------------------------------------- | -------------------------------------------------------------------------------------- | ---- | --------------------------------------------------------------------------- | ------------------- | ------------------ |
|       | 1    | Pont de Xihoumen                                        | 西堠门大桥               | 1650      | 5452  | Suspendu Tablier double caisson acier, pylônes béton 1650+578                                  | G9211 Yongzhou Expy Baie de Hangzhou                                                   | 2009 | Île de Jintang - Île Cezi 30° 03′ 42,4″ N, 121° 54′ 57,6″ E                 | Zhejiang            | [ 12 ]             |
|       | 2    | Pont Runyang                                            | 润扬长江大桥南汊         | 1490      | 7210  | Suspendu Tablier caisson acier, pylônes béton                                                  | G4011 Yangli Expy Yangzi Jiang                                                         | 2005 | Yangzhou - Zhenjiang 32° 12′ 24,6″ N, 119° 21′ 49,9″ E                      | Jiangsu             | [ 13 ]             |
|       | 3    | Quatrième pont de Nankin (en)                           | 南京長江四橋             | 1418      | 5437  | Suspendu Tablier caisson acier, pylônes béton 409+1418+364                                     | Extension to Nanjing’s Ring Road Yangzi Jiang                                          | 2012 | Nankin 32° 10′ 39,9″ N, 118° 56′ 24,5″ E                                    | Jiangsu             | ,                  |
|       | 4    | Pont de Jiangyin                                        | 江阴长江大桥             | 1385      | 3071  | Suspendu Tablier caisson acier, pylônes béton                                                  | G2 Jinghu Expy Yangzi Jiang                                                            | 1999 | Jiangyin - Jingjiang 31° 56′ 43,1″ N, 120° 16′ 10″ E                        | Jiangsu             | [ 15 ]             |
|       | 5    | Pont Tsing Ma                                           | 青马大桥                 | 1377      | 3523  | Suspendu Tablier caisson acier à 2 niveaux, pylônes béton 1377+355                             | Route 8 Expy - Tung Chung Line (MTR) Canal de Ma Wan                                   | 1997 | Île Tsing Yi - Île Ma Wan 22° 21′ 04,8″ N, 114° 04′ 25,6″ E                 | Hong Kong           | [ 16 ]             |
|       | 6    | Pont de Yangluo                                         | 武汉阳逻长江大桥         | 1280      | 2725  | Suspendu Tablier caisson acier, pylônes béton (entretoises acier)                              | G4201 Wuhan Ring Expy Yangzi Jiang                                                     | 2007 | Wuhan 30° 38′ 12,9″ N, 114° 33′ 17,8″ E                                     | Hubei               | [ D 4 ]            |
|       | 7    | Pont de Longjiang (en) en construction                  | 龙江大桥                 | 1196      |       | Suspendu Tablier caisson acier, pylônes béton                                                  | Longjiang                                                                              | 2015 | Wuhexiang 24° 50′ 19,7″ N, 98° 40′ 19,9″ E                                  | Yunnan              |                    |
|       | 8    | Pont Aizhai                                             | 矮寨特大桥               | 1176      | 986   | Suspendu Tablier treillis acier, pylônes béton                                                 | G65 Baomao Expy Dehang Grand Canyon                                                    | 2012 | Jishou 28° 19′ 54,1″ N, 109° 35′ 53,2″ E                                    | Hunan               | ,                  |
|       | 9    | Pont de Longmen (Guangxi) en construction               | 广西龙门跨海大桥         | 1160      | 7756  | Suspendu Tablier caisson acier, pylônes béton                                                  | Mer de Maowei                                                                          | 2016 | Fangchenggang - Qinzhou 21° 45′ 11,2″ N, 108° 33′ 18,9″ E                   | Guangxi             | ,                  |
|       |      | Pont Qingshuihe                                         | 清水河大桥               | 1130      | 2171  | Pont suspendu                                                                                  | Vallée de la rivière Qingshuihe                                                        | 2016 |                                                                             |                     |                    |
|       | 10   | Pont de Huangpu                                         | 黄埔大桥                 | 1108      | 7016  | Suspendu Tablier caisson acier, pylônes béton                                                  | G4W Guang'ao Expy Rivière des Perles                                                   | 2008 | Guangzhou 23° 04′ 17,1″ N, 113° 28′ 33,9″ E                                 | Guangdong           | [ 21 ]             |
|       | 11   | Pont de Sutong                                          | 苏通长江大桥             | 1088      | 8146  | Haubané Tablier caisson acier, pylônes béton 2x100+300+1088+300+2x100                          | G15 Shenhai Expy Yangzi Jiang                                                          | 2008 | Suzhou - Nantong 31° 46′ 40,2″ N, 120° 59′ 41,2″ E                          | Jiangsu             |                    |
|       | 12   | Pont de Balinghe                                        | 坝陵河特大桥             | 1088      | 2237  | Suspendu Tablier treillis acier, pylônes béton                                                 | G60 Hukun Expy Balinghe                                                                | 2009 | Guanling 25° 57′ 40″ N, 105° 37′ 46″ E                                      | Guizhou             | [ C 4 ]            |
|       | 13   | Pont de Taizhou                                         | 泰州长江大桥             | 1080 (x2) | 9726  | Suspendu 3 pylônes (2 béton, pylône central acier), tablier caisson acier 1080+1080            | Yangzi Jiang                                                                           | 2012 | Taizhou 32° 14′ 47,8″ N, 119° 52′ 36,1″ E                                   | Jiangsu             | [ 22 ]             |
|       | 14   | Pont de Ma'anshan                                       | 马鞍山长江大桥           | 1080 (x2) | 11000 | Suspendu 3 pylônes (2 béton, pylône central acier), tablier caisson acier 1080+1080            | Yangzi Jiang                                                                           | 2010 | Ma'anshan 31° 36′ 36,4″ N, 118° 23′ 31,4″ E                                 | Anhui               | [ C 5 ]            |
|       | 15   | Pont de Stonecutters                                    | 昂船洲大桥               | 1018      |       | Haubané Tablier double caisson acier, pylônes mixtes acier/béton                               | Route 8 Expy Canal de Rambler                                                          | 2009 | Île Tsing Yi - Ngong shuen chau 22° 19′ 33,7″ N, 114° 07′ 06″ E             | Hong Kong           |                    |
|       | 16   | Pont de Yichang                                         | 宜昌长江公路大桥         | 960       | 1188  | Suspendu Tablier caisson acier, pylônes béton                                                  | G50 Huyu Expy Yangzi Jiang                                                             | 2001 | Yichang 30° 34′ 10,5″ N, 111° 23′ 29,5″ E                                   | Hubei               | ,                  |
|       | 17   | Pont d’Edong                                            | 鄂东长江大桥             | 926       | 6203  | Haubané Tablier caisson acier, pylônes béton                                                   | Yangzi Jiang                                                                           | 2010 | Huangshi 30° 15′ 38,1″ N, 115° 04′ 20,1″ E                                  | Hubei               | [ 25 ]             |
|       | 18   | Pont de Xiling                                          | 西陵长江大桥             | 900       | 1119  | Suspendu Tablier caisson acier, pylônes béton                                                  | Yangzi Jiang                                                                           | 1996 | Sandouping 30° 49′ 42,5″ N, 111° 02′ 48″ E                                  | Hubei               | [ 26 ]             |
|       | 19   | Pont Siduhe                                             | 四渡河特大桥             | 900       | 1222  | Suspendu Tablier treillis acier, pylônes béton                                                 | G50 Huyu Expy Siduhe                                                                   | 2009 | Yesanguan 30° 37′ 16,1″ N, 110° 23′ 43,1″ E                                 | Hubei               | [ 27 ]             |
|       | 20   | Pont d'Humen                                            | 虎门大桥                 | 888       | 4800  | Suspendu Tablier caisson acier, pylônes béton                                                  | Humen Expy Rivière des Perles                                                          | 1997 | Dongguan 22° 47′ 49,5″ N, 113° 36′ 57,2″ E                                  | Guangdong           | [ 28 ]             |
|       | 21   | Pont de Cuntan en construction                          | 寸滩长江大桥             | 880       | 1600  | Suspendu Tablier caisson acier, pylônes béton                                                  | Yangzi Jiang                                                                           | 2016 | Chongqing 29° 37′ 14,2″ N, 106° 36′ 21,8″ E                                 | Chongqing           | [ 29 ]             |
|       | 22   | Pont de Lishui                                          | 澧水大桥                 | 856       | 1194  | Suspendu Tablier treillis acier, pylônes béton                                                 | G5513 Changzhang Expy Lishuihe                                                         | 2013 | Zhangjiajie 29° 05′ 55,3″ N, 110° 14′ 48″ E                                 | Hunan               |                    |
|       | 23   | Pont de Yingwuzhou en construction                      | 鹦鹉洲长江大桥           | 850 (x2)  | 2100  | Suspendu 3 pylônes, tablier caisson acier                                                      | Yangzi Jiang                                                                           | 2015 | Wuhan 30° 32′ 02,6″ N, 114° 16′ 36,8″ E                                     | Hubei               | ,                  |
|       | 24   | Pont de Nanxi                                           | 南溪长江大桥             | 820       | 1424  | Suspendu Tablier caisson acier, pylônes béton                                                  | Yangzi Jiang                                                                           | 2012 | Xian de Nanxi 28° 47′ 01,3″ N, 104° 56′ 44,5″ E                             | Sichuan             | [ 32 ]             |
|       | 25   | Pont autoroutier de Jiujiang                            | 九江长江公路大桥         | 818       | 8462  | Haubané Tablier caisson acier, pylônes béton 818+233+124                                       | Yangzi Jiang                                                                           | 2013 | Jiujiang - Xian de Huangmei 29° 43′ 20,3″ N, 115° 54′ 30,4″ E               | Jiangxi Hubei       | [ 33 ]             |
|       | 26   | Pont de Jingyue                                         | 荆岳长江公路大桥         | 816       | 4512  | Haubané Tablier caisson acier, pylônes béton 100+298+816+80+2x75                               | S49 Suiyue Expy Yangzi Jiang                                                           | 2010 | Jingzhou - Yueyang 29° 32′ 39,9″ N, 113° 13′ 20,3″ E                        | Hubei Hunan         | [ C 6 ]            |
|       | 27   | Pont de Qincaobei en construction                       | 青草背长江大桥           | 788       | 1779  | Suspendu Tablier caisson acier, pylônes béton                                                  | Yangzi Jiang                                                                           | 2012 | Lidu 29° 42′ 51,5″ N, 107° 16′ 52,7″ E                                      | Chongqing           |                    |
|       | 28   | Pont Zhangzhou Xiamen                                   | 厦漳跨海大桥             | 780       | 11700 | Haubané Tablier caisson acier, pylônes béton 95+230+780+230+95                                 | Juilongjiang                                                                           | 2013 | Zhangzhou - Xiamen 24° 27′ 22,5″ N, 117° 56′ 57,9″ E                        | Fujian              | [ 34 ]             |
|       | 29   | Pont nord de Chongming                                  | 上海长江大桥             | 730       | 9970  | Haubané Tablier double caisson acier, pylônes béton 92+258+730+258+92                          | G40 Hushan Expy Yangzi Jiang                                                           | 2009 | Shanghai - Chongming 31° 26′ 04,3″ N, 121° 44′ 38,3″ E                      | Shanghai            |                    |
|       | 30   | Pont de Minpu                                           | 闵浦大桥                 | 708       |       | Haubané Tablier treillis acier à 2 niveaux, pylônes béton                                      | S32 Shenjiahu Expy Huangpu                                                             | 2009 | Shanghai 31° 03′ 10,7″ N, 121° 28′ 35,1″ E                                  | Shanghai            |                    |
|       | 31   | Pont de Jiangshun en construction                       | 江顺大桥                 | 700       | 2290  | Haubané Tablier caisson acier, pylônes béton 60+170+700+170+60                                 | Xi                                                                                     | 2014 | Foshan - Jiangmen 21° 45′ 11,2″ N, 108° 33′ 18,9″ E                         | Guangdong           | [ 35 ]             |
|       | 32   | Pont du port de Xiangshan                               | 象山港大桥               | 688       | 6750  | Haubané Tablier caisson acier, pylônes béton                                                   | Port de Xiangshan                                                                      | 2012 | Ningbo - Xian de Xiangshan 29° 37′ 36,7″ N, 121° 49′ 02,1″ E                | Zhejiang            | [ 36 ]             |
|       | 33   | Pont de Langqi                                          | 福州琅岐闽江大桥         | 680       | 2675  | Haubané Tablier caisson acier, pylônes béton 90+150+680+150+90                                 | G104 National Road Minjiang                                                            | 2013 | Fuzhou 26° 05′ 57″ N, 119° 32′ 13,1″ E                                      | Fujian              | ,                  |
|       | 34   | Second pont de Fengdu en construction                   | 重庆丰都长江二桥         | 680       | 2140  | Haubané Tablier caisson acier, pylônes béton                                                   | Yangzi Jiang                                                                           | 2015 | Xian de Fengdu 29° 52′ 08,7″ N, 107° 42′ 32,1″ E                            | Chongqing           |                    |
|       | 35   | Pont de Haicang                                         | 海滄大橋                 | 648       | 5926  | Suspendu Tablier caisson acier, pylônes béton 230+648+230                                      | Haihong Road - Xianyue Road Mer de Chine orientale                                     | 1999 | Xiamen 24° 29′ 50,2″ N, 118° 04′ 07,2″ E                                    | Fujian              | [ 38 ]             |
|       | 36   | Troisième pont de Nankin                                | 南京长江三桥             | 648       | 4744  | Haubané Tablier caisson acier, pylônes acier, piles béton 63+257+648+257+63                    | G42 Hurong Expy Yangzi Jiang                                                           | 2005 | Nankin 31° 58′ 13″ N, 118° 38′ 29,7″ E                                      | Jiangsu             |                    |
|       | 37   | Pont de Wangdong en construction                        | 望东长江公路大桥         | 638       | 4035  | Haubané Tablier caisson acier, pylônes béton                                                   | Yangzi Jiang                                                                           | 2016 | Xian de Wangjiang 30° 05′ 26,5″ N, 116° 46′ 49″ E                           | Anhui               |                    |
|       | 38   | Pont de Beipanjiang (2009)                              | 北盘江特大桥             | 636       | 1020  | Suspendu Tablier treillis acier, pylônes béton                                                 | G60 Hukun Expy Beipanjiang                                                             | 2009 | Xian de Qinglong 25° 53′ 58,1″ N, 105° 19′ 25″ E                            | Guizhou             | [ D 5 ]            |
|       | 39   | Second pont de Tongling en construction                 | 铜陵长江二桥             | 630       |       | Haubané Tablier treillis acier à 2 niveaux, pylônes béton 90+240+630+240+90                    | Yangzi Jiang                                                                           | 2014 | Tongling 31° 05′ 00,4″ N, 117° 57′ 58,3″ E                                  | Anhui               | [ C 8 ]            |
|       | 40   | Deuxième pont de Nankin                                 | 南京长江二桥             | 628       | 2960  | Haubané Tablier caisson acier, pylônes béton 58+246+628+246+58                                 | G25 Changshen Expy Yangzi Jiang                                                        | 2001 | Nankin 32° 09′ 45,4″ N, 118° 50′ 10,2″ E                                    | Jiangsu             |                    |
|       | 41   | Pont de Puli en construction                            | 普立特大桥               | 628       |       | Suspendu Tablier caisson acier, pylônes béton                                                  | Gexiang                                                                                | 2015 | Pulixiang 26° 19′ 20,6″ N, 104° 35′ 16″ E                                   | Yunnan              |                    |
|       | 42   | Pont de Jintang                                         | 金塘大桥                 | 620       | 26540 | Haubané Tablier caisson acier, pylônes béton 77+218+620+218+77                                 | G9211 Yongzhou Expy Baie de Hangzhou                                                   | 2009 | Ningbo - Île de Jintang 30° 03′ 38″ N, 121° 48′ 16,6″ E                     | Zhejiang            |                    |
|       | 43   | Pont de Baishazhou                                      | 武汉白沙洲长江大桥       | 618       | 3856  | Haubané Tablier caisson acier, pylônes béton 50+180+618+180+50                                 | Wuhan's Middle Ring Road Yangzi Jiang                                                  | 2000 | Wuhan 30° 29′ 24,8″ N, 114° 14′ 10,4″ E                                     | Hubei               |                    |
|       | 44   | Pont Yuzui                                              | 重庆鱼嘴长江大桥         | 616       | 1438  | Suspendu Tablier caisson acier, pylônes béton                                                  | G5001 Chongqing Ring Expy Yangzi Jiang                                                 | 2009 | Yuzuizhen 29° 36′ 40,7″ N, 106° 46′ 21,2″ E                                 | Chongqing           | [ 39 ]             |
|       | 45   | Pont de Erqi                                            | 二七长江大桥             | 616 (x2)  | 6507  | Haubané 3 pylônes béton, tablier mixte acier/béton 90+160+616+616+160+90                       | Yangzi Jiang                                                                           | 2011 | Wuhan 30° 37′ 39,5″ N, 114° 20′ 31″ E                                       | Hubei               | [ C 9 ]            |
|       | 46   | Pont de Yongchuan en construction                       | 重庆永川长江大桥         | 608       | 1685  | Haubané                                                                                        | Yangzi Jiang                                                                           | 2014 | Songjizhen 29° 02′ 49,1″ N, 105° 53′ 12,3″ E                                | Chongqing           | [ 40 ]             |
|       | 47   | Pont de Mingjiang                                       | 青州大桥                 | 605       | 1185  | Haubané Tablier mixte acier/béton, pylônes béton 250+605+250                                   | G15 Shenhai Expy Minjiang                                                              | 2001 | Fuzhou 25° 59′ 15,9″ N, 119° 28′ 17,5″ E                                    | Fujian              |                    |
|       | 48   | Pont de Yangpu                                          | 杨浦大桥                 | 602       |       | Haubané Tablier mixte acier/béton, pylônes béton 99+144+602+144+99                             | Inner Ring Road Huangpu                                                                | 1993 | Shanghai 31° 15′ 24,4″ N, 121° 32′ 29,4″ E                                  | Shanghai            |                    |
|       | 49   | Pont d'E'gongyan                                        | 重庆鹅公岩长江大桥       | 600       | 1420  | Suspendu Tablier caisson acier, pylônes béton 211+600+211                                      | Longteng Avenue Yangzi Jiang                                                           | 2000 | Chongqing 29° 31′ 23,9″ N, 106° 31′ 41,7″ E                                 | Chongqing           | [ 41 ]             |
|       | 50   | Pont de Xupu                                            | 徐浦大桥                 | 590       |       | Haubané Tablier mixte acier/béton, pylônes béton                                               | S20 Outer Ring Expy Huangpu                                                            | 1997 | Shanghai 31° 07′ 45,6″ N, 121° 27′ 52,8″ E                                  | Shanghai            |                    |
|       | 51   | Pont de Taoyaomen                                       | 桃夭门大桥               | 580       |       | Haubané Tablier caisson acier, pylônes béton                                                   | G9211 Yongzhou Expy Baie de Hangzhou                                                   | 2003 | Île Cezi - Île Fuchi 30° 06′ 00,9″ N, 121° 57′ 34,3″ E                      | Zhejiang            |                    |
|       | 52   | Second pont de Wanxian                                  | 万州长江二桥             | 580       | 1154  | Suspendu Tablier treillis acier, pylônes béton                                                 | Yangzi Jiang                                                                           | 2003 | District de Wanzhou 30° 49′ 33,2″ N, 108° 24′ 17,2″ E                       | Chongqing           | [ 42 ]             |
|       | 53   | Pont ferroviaire d'Anqing                               | 安庆长江铁路大桥         | 580       | 2997  | Haubané Tablier treillis acier, pylônes béton                                                  | Ligne ferroviaire Yangzi Jiang                                                         | 2014 | Anqing 30° 34′ 20″ N, 117° 14′ 57,4″ E                                      | Anhui               | [ 43 ]             |
|       | 54   | Pont de Huanggang                                       | 湖北黄冈长江大桥         | 567       | 4010  | Haubané Tablier treillis acier, pylônes béton                                                  | Ligne ferroviaire - Expressway Yangzi Jiang                                            | 2013 | Huanggang 30° 31′ 57,6″ N, 114° 49′ 58,5″ E                                 | Hubei               | [ 44 ]             |
|       | 55   | Pont de Zhongxian                                       | 忠县长江大桥             | 560       | 1200  | Suspendu Tablier treillis acier, pylônes béton                                                 | S302 Provincial Road Yangzi Jiang                                                      | 2001 | Xian de Zhong 30° 18′ 06,6″ N, 108° 02′ 56,8″ E                             | Chongqing           | [ 45 ]             |
|       | 56   | Pont de Chaotianmen                                     | 重庆朝天门长江大桥       | 552       | 1741  | Arc Acier, tablier intermédiaire à 2 niveaux 190+552+190                                       | Yangzi Jiang                                                                           | 2009 | Chongqing 29° 35′ 18,8″ N, 106° 34′ 39,3″ E                                 | Chongqing           | [ 46 ]             |
|       | 57   | Pont de Lupu                                            | 卢浦大桥                 | 550       | 3900  | Arc Acier, tablier intermédiaire Pont bow-string                                               | South-North Elevated Road Huangpu                                                      | 2003 | Shanghai 31° 11′ 27,8″ N, 121° 28′ 35,7″ E                                  | Shanghai            |                    |
|       | 58   | Pont Dimuhe en construction                             | 抵母河特大桥             | 538       |       | Suspendu Tablier treillis acier, pylônes béton                                                 | Sancha                                                                                 | 2015 | Liupanshui 26° 39′ 15″ N, 105° 04′ 14,8″ E                                  | Guizhou             |                    |
|       | 59   | Pont de Bosideng en construction                        | 波司登大桥               | 530       | 841   | Arc CFST, tablier intermédiaire                                                                | G93 Chengyu Ring Expy Yangzi Jiang                                                     | 2012 | Xian de Hejiang 28° 53′ 31,9″ N, 105° 52′ 47,1″ E                           | Sichuan             | [ 47 ]             |
|       | 60   | Pont de Huangyi                                         | 黄舣长江大桥             | 520       | 1223  | Haubané Tablier caisson acier, pylônes asymétriques béton                                      | Yangzi Jiang                                                                           | 2012 | Huangyizhen 28° 53′ 42,6″ N, 105° 32′ 53,8″ E                               | Sichuan             |                    |
|       | 61   | Pont de Queshi                                          | 汕头礐石大桥             | 518       | 2865  | Haubané Tablier mixte acier/béton, pylônes béton                                               | G324 National Road Rongjiang                                                           | 1999 | Shantou 23° 20′ 38,1″ N, 116° 39′ 35,9″ E                                   | Guangdong           | [ C 10 ]           |
|       | 62   | Pont d'Anqing                                           | 安庆长江大桥             | 510       | 5985  | Haubané Tablier caisson acier, pylônes béton                                                   | G50 Huyu Expy Yangzi Jiang                                                             | 2004 | Anqing 30° 29′ 56,6″ N, 117° 04′ 16,9″ E                                    | Anhui               | [ C 11 ]           |
|       | 63   | Pont d'Hejiang en construction                          | 合江长江大桥             | 507       | 1560  | Arc CFST, tablier intermédiaire                                                                | Yangzi Jiang                                                                           | 2014 | Xian de Hejiang                                                             | Sichuan             | [ 48 ]             |
|       | 64   | Pont de Tianxingzhou                                    | 武汉天兴洲长江大桥       | 504       | 4657  | Haubané Tablier treillis acier à 2 niveaux, pylônes béton                                      | Wuhan's Middle Ring Road - Wuguang High-Speed Railway (Wuhan – Guangzhou) Yangzi Jiang | 2008 | Wuhan 30° 39′ 25,8″ N, 114° 24′ 01,7″ E                                     | Hubei               | [ B 1 ]            |
|       | 65   | Pont de Dazi                                            | 达孜吊索桥               | 500       | 415   | Suspendu Tablier treillis acier, 1 pylône béton, 1 ancrage direct                              | Lasahe                                                                                 | 1984 | Dagzê 29° 40′ 45,1″ N, 91° 22′ 32,6″ E                                      | Tibet               | [ C 12 ]           |
|       | 66   | Pont de Jingzhou                                        | 荆州长江大桥             | 500       | 4398  | Haubané Tablier dalle béton, pylônes béton 200+500+200                                         | G55 Erguang Expy Yangzi Jiang                                                          | 2002 | Jingzhou 30° 19′ 04″ N, 112° 13′ 02,8″ E                                    | Hubei               |                    |
|       | 67   | Pont d'Ehuang                                           | 鄂黄长江大桥             | 480       | 1290  | Haubané Tablier poutres béton, pylônes béton                                                   | G106 National Road Yangzi Jiang                                                        | 2002 | Huanggang - Ezhou 30° 24′ 45,9″ N, 114° 55′ 09,8″ E                         | Hubei               | [ C 13 ]           |
|       | 68   | Pont de la baie de Zhanjiang                            | 湛江海湾大桥             | 480       | 3981  | Haubané Tablier caisson acier, pylônes béton                                                   | Leshan Road Zhanjianggang                                                              | 2006 | Zhanjiang 21° 15′ 07,5″ N, 110° 25′ 05,5″ E                                 | Guangdong           | [ C 14 ]           |
|       | 69   | Pont de Ting Kau                                        | 汀九桥                   | 475       | 1675  | Haubané 3 pylônes béton, 2 tabliers mixtes acier/béton, câbles d'équilibre 127+475+448+127     | Route 3 Expy Canal de Rambler                                                          | 1998 | Île Tsing Yi - Ting Kau 22° 21′ 51,2″ N, 114° 04′ 46,6″ E                   | Hong Kong           |                    |
|       | 70   | Pont de Qingshuipu                                      | 清水浦大桥               | 468       |       | Haubané Pylônes béton 2 ouvrages                                                               | G1501 Yongjiang                                                                        | 2011 | Ningbo 29° 55′ 26,1″ N, 121° 40′ 46″ E                                      | Zhejiang            | [ 49 ]             |
|       | 71   | Pont ferroviaire de Yongjiang (Ningbo) en construction  | 铁路甬江特大桥           | 468       |       | Haubané Tablier caisson acier, pylônes béton 50+66+468+66+50                                   | Yongjiang                                                                              | 2014 | Ningbo 29° 55′ 24,9″ N, 121° 40′ 44,5″ E                                    | Zhejiang            |                    |
|       | 72   | Pont de Fenfangwan                                      | 重庆江津迎宾长江大桥     | 464       | 897   | Haubané Tablier treillis acier, pylônes béton                                                  | Yangzi Jiang                                                                           | 2013 | District de Jiangjin 29° 16′ 28,2″ N, 106° 17′ 12,6″ E                      | Chongqing           | [ 50 ]             |
|       | 73   | Pont de Junshan                                         | 武汉军山长江大桥         | 460       | 2847  | Haubané Tablier caisson acier, pylônes béton                                                   | G4 Jinggang'ao Expy Yangzi Jiang                                                       | 2001 | Wuhan 30° 22′ 26,5″ N, 114° 08′ 25″ E                                       | Hubei               | [ 51 ]             |
|       | 74   | Pont de Fengjie                                         | 奉节长江大桥             | 460       | 893   | Haubané Tablier poutres béton, pylônes béton                                                   | S201 Yangzi Jiang                                                                      | 2005 | Xian de Fengjie 31° 01′ 13,1″ N, 109° 28′ 51,4″ E                           | Chongqing           | [ 52 ]             |
|       | 75   | Pont de Wushan                                          | 巫山长江大桥             | 460       | 612   | Arc CFST, tablier intermédiaire                                                                | Yangzi Jiang                                                                           | 2005 | Xian de Wushan 31° 03′ 47″ N, 109° 54′ 07,6″ E                              | Chongqing           | [ D 1 ]            |
|       | 76   | Pont de Changshou                                       | 重庆长寿长江大桥         | 460       | 1160  | Haubané Tablier poutres béton, pylônes béton                                                   | Yangzi Jiang                                                                           | 2009 | District de Changshou 29° 48′ 59,2″ N, 107° 03′ 25,3″ E                     | Chongqing           | [ 53 ]             |
|       | 77   | Pont de Zhongxian Changjiang                            | 忠县长江大桥             | 460       | 2174  | Haubané Tablier dalle béton, pylônes béton                                                     | G50 Huyu Expy Yangzi Jiang                                                             | 2010 | Xian de Zhong 30° 13′ 55″ N, 108° 00′ 21″ E                                 | Chongqing           | [ C 15 ]           |
|       | 78   | Pont de Danzhou Yangpu                                  | 洋浦跨海大桥             | 460       | 3300  | Haubané                                                                                        | Baie de Danzhou                                                                        | 2014 | Danzhou 19° 43′ 23,2″ N, 109° 12′ 36,8″ E                                   | Hainan              | [ 54 ]             |
|       | 79   | Pont de Shantou                                         | 汕头海湾大桥             | 452       | 2420  | Suspendu Tablier caisson béton, pylônes béton                                                  | G15 Shenhai Expy Rongjiang                                                             | 1995 | Shantou 23° 19′ 54,5″ N, 116° 44′ 41,7″ E                                   | Guangdong           | [ 55 ]             |
|       | 80   | Pont de Dafosi                                          | 重庆长江大佛寺大桥       | 450       | 1168  | Haubané Tablier poutres béton, pylônes béton                                                   | G65 Baomao Expy G75 Lanhai Exp Yangzi Jiang                                            | 1997 | Chongqing 29° 36′ 24″ N, 106° 34′ 57,5″ E                                   | Chongqing           | [ B 2 ]            |
|       | 81   | Pont de Fengdu                                          | 丰都长江大桥             | 450       | 620   | Suspendu Tablier treillis acier, pylônes béton                                                 | S103 - S203 - S303 Yangzi Jiang                                                        | 1997 | Xian de Fengdu 29° 51′ 19,5″ N, 107° 40′ 11″ E                              | Chongqing           | [ 56 ]             |
|       | 82   | Pont de Fuling Shibangou                                | 涪陵石板沟长江大桥       | 450       | 975   | Haubané Tablier poutres béton, pylônes béton                                                   | S306 - S103 Yangzi Jiang                                                               | 2009 | Fuling 29° 43′ 50,5″ N, 107° 24′ 21,4″ E                                    | Chongqing           | [ 57 ]             |
|       | 83   | Pont de Mingzhou                                        | 明州大桥                 | 450       | 1250  | Arc Acier, tablier intermédiaire                                                               | Yongjiang                                                                              | 2011 | Ningbo 29° 54′ 48,1″ N, 121° 39′ 04,1″ E                                    | Zhejiang            | [ 58 ]             |
|       | 84   | Pont de Zhaoqing en construction                        | 肇庆西江特大桥           | 450       | 618   | Arc Acier, tablier intermédiaire                                                               | Xijiang                                                                                | 2013 | Zhaoqing 23° 07′ 28,9″ N, 112° 24′ 07,8″ E                                  | Guangdong           | [ 59 ]             |
|       | 85   | Pont de la baie de Hangzhou                             | 杭州湾跨海大桥           | 448       | 35673 | Haubané Tablier caisson acier, pylônes béton                                                   | G15 Shenhai Expy Baie de Hangzhou                                                      | 2008 | Jiaxing - Cixi 30° 33′ 52,6″ N, 121° 02′ 51,1″ E                            | Zhejiang            | [ 60 ]             |
|       | 86   | Pont de Lijiatuo                                        | 重庆李家沱长江大桥       | 444       | 1350  | Haubané Tablier poutres béton, pylônes béton                                                   | Jinlong Road - Hongguang Avenue Yangzi Jiang                                           | 1995 | Chongqing 29° 28′ 46,1″ N, 106° 31′ 42,4″ E                                 | Chongqing           |                    |
|       | 87   | Pont de Liuchonghe                                      | 六冲河特大桥             | 438       | 1508  | Haubané Pylônes béton                                                                          | G76 Xiarong Expy                                                                       | 2013 | Xian de Zhijin 26° 48′ 29,4″ N, 105° 53′ 04,5″ E                            | Guizhou             | [ 61 ]             |
|       | 88   | Pont de Guanyinyan                                      | 重庆观音岩长江大桥       | 436       | 1200  | Haubané Tablier mixte acier/béton, pylônes béton                                               | G93 Chengyu Ring Expy Yangzi Jiang                                                     | 2009 | District de Jiangjin 29° 15′ 48,4″ N, 106° 19′ 16,4″ E                      | Chongqing           | [ B 3 ]            |
|       | 89   | Pont de Liaohe                                          | 辽河大桥                 | 436       | 3326  | Haubané Tablier caisson acier, pylônes béton                                                   | Daliaohe                                                                               | 2010 | Yingkou 40° 41′ 38,4″ N, 122° 10′ 55,3″ E                                   | Liaoning            | [ 62 ]             |
|       | 90   | Pont de Tongling                                        | 铜陵长江大桥             | 432       | 1152  | Haubané Tablier poutres béton, pylônes béton                                                   | G3 Jingtai Expy Yangzi Jiang                                                           | 1995 | Tongling 30° 51′ 21,6″ N, 117° 43′ 36,6″ E                                  | Anhui               |                    |
|       | 91   | Pont de Hanjiatuo en construction                       | 韩家沱长江大桥           | 432       | 1137  | Haubané Tablier treillis acier, pylônes béton                                                  | Yuli Railway (Chongqing−Lichuan) Yangzi Jiang                                          | 2012 | Fuling 29° 46′ 03,7″ N, 107° 25′ 02,2″ E                                    | Chongqing           | [ C 16 ]           |
|       | 92   | Pont Kap Shui Mun                                       | 汲水門大橋               | 430       | 3523  | Haubané Tablier mixte acier/béton à 2 niveaux, pylônes béton                                   | Route 8 Expy - Tung Chung Line (MTR) Kap Shui Mun                                      | 1997 | île de Ma Wan - île de Lantau 22° 20′ 39,5″ N, 114° 03′ 19,1″ E             | Hong Kong           | [ 16 ]             |
|       | 93   | Pont de Yibin                                           | 宜宾长江大桥             | 430       | 931   | Haubané Tablier caisson béton, pylônes béton                                                   | Yangzi Jiang                                                                           | 2008 | Yibin 28° 45′ 58,7″ N, 104° 39′ 18,2″ E                                     | Sichuan             | [ C 17 ]           |
|       | 94   | Pont de Zhijinghe                                       | 支井河大桥               | 430       | 547   | Arc CFST, tablier porté                                                                        | G50 Huyu Expy                                                                          | 2009 | Dazhipingzhen 30° 37′ 33,5″ N, 110° 11′ 48,8″ E                             | Hubei               |                    |
|       | 95   | Pont de Shuangyong                                      | 双拥大桥                 | 430       | 1495  | Suspendu Mono-câble, tablier caisson acier, pylônes acier 40+430+40                            | Liujiang                                                                               | 2012 | Liuzhou 24° 23′ 32,5″ N, 109° 25′ 30,7″ E                                   | Guangxi             | [ D 6 ]            |
|       | 96   | Pont de Dongshuimen                                     | 东水门大桥               | 430       |       | Haubané Tablier treillis acier, pylônes béton                                                  | Voies routières Ligne 6 (Métro de Chongqing) Yangzi Jiang                              | 2013 | Chongqing 29° 33′ 39″ N, 106° 35′ 12,8″ E                                   | Chongqing           | [ 63 ]             |
|       | 97   | Pont de Xinguang                                        | 新光大桥                 | 428       | 782   | Arc Acier, béquilles béton, tablier intermédiaire 177+428+177                                  | Xinguang Expy Rivière des Perles                                                       | 2008 | Guangzhou 23° 03′ 10″ N, 113° 19′ 18,2″ E                                   | Guangdong           |                    |
|       | 98   | Pont Jia-Shao                                           | 嘉绍跨江大桥             | 428 (x5)  | 10000 | Haubané 6 pylônes béton, tablier caisson acier 200+5x428+200                                   | Qiantang                                                                               | 2013 | Jiaxing - Shaoxing 30° 14′ 25,3″ N, 120° 46′ 35,1″ E                        | Zhejiang            | [ 64 ]             |
|       | 99   | Pont de Nanpu                                           | 南浦大桥                 | 423       |       | Haubané Tablier mixte acier/béton, pylônes béton                                               | Inner Ring Road Huangpu                                                                | 1991 | Shanghai 31° 12′ 26,4″ N, 121° 30′ 03,7″ E                                  | Shanghai            |                    |
|       | 100  | Pont de Wanxian                                         | 万州长江公路大桥         | 420       | 856   | Arc Béton, tablier porté                                                                       | G318 Yuyi Expy Yangzi Jiang                                                            | 1997 | District de Wanzhou 30° 45′ 34,6″ N, 108° 25′ 09,4″ E                       | Chongqing           | [ Note 2 ]         |
|       | 101  | Pont de Donghai                                         | 东海大桥                 | 420       | 32500 | Haubané Tablier caisson acier, pylônes béton                                                   | S2 Hulu Expy Baie de Hangzhou                                                          | 2005 | Shanghai - Île de Dawugui 30° 43′ 29,2″ N, 121° 58′ 29,6″ E                 | Shanghai Zhoushan   |                    |
|       | 102  | Pont de Caiyuanba                                       | 重庆菜园坝长江大桥       | 420       | 1741  | Arc Acier, béquilles béton, tablier intermédiaire à 2 niveaux 88+102+420+102+88                | 2x3 voies routières Ligne 3 (Métro de Chongqing) Yangzi Jiang                          | 2007 | Chongqing 29° 32′ 35,6″ N, 106° 32′ 52,6″ E                                 | Chongqing           | [ D 8 ]            |
|       | 103  | Deuxième pont d'Hejiang en construction                 | 合江长江二桥             | 420       | 1695  | Haubané Tablier dalle béton, pylônes béton 77+133+420+133+77                                   | G93 Chengyu Ring Expy Yangzi Jiang                                                     | 2012 | Xian de Hejiang 28° 50′ 41,6″ N, 105° 47′ 57″ E                             | Sichuan             |                    |
|       | 104  | Pont d'Huai'an (Fuzhou) en construction                 | 福州淮安大桥             | 416       | 640   | Haubané Tablier caisson acier, pylônes béton                                                   | Fuzhou 3rd Ring Expy Minjiang                                                          | 2012 | Fuzhou 26° 06′ 25,9″ N, 119° 14′ 06,6″ E                                    | Fujian              | [ 65 ]             |
|       | 105  | Pont de Qiubei Nanpanjiang en construction              | 丘北南盘江大桥           | 416       | 852   | Arc Béton, tablier porté                                                                       | Yun-Gui Railway (Nanning-Kunming) Nanpanjiang                                          | 2015 | Xian de Qiubei 24° 18′ 05,1″ N, 103° 48′ 54,6″ E                            | Yunnan              | [ 66 ]             |
|       | 106  | Pont de Yun Yang Hanjiang                               | 郧县大桥                 | 414       | 586   | Haubané Tablier caisson béton, pylônes béton 86+414+86                                         | G209 National Road Hanjiang                                                            | 1994 | Xian de Yun 32° 48′ 31,1″ N, 110° 48′ 15,7″ E                               | Hubei               | [ 67 ]             |
|       | 107  | Pont de Ganzhou                                         | 赣州大桥                 | 408       | 1073  | Suspendu Tablier caisson acier, pylônes béton                                                  | Gan                                                                                    | 2010 | Ganzhou 25° 54′ 10,4″ N, 114° 56′ 08,5″ E                                   | Jiangxi             | [ C 18 ]           |
|       | 108  | Pont nord de Runyang                                    | 润扬长江大桥北汊         | 406       | 7210  | Haubané Tablier caisson acier, pylônes béton                                                   | G4011 Yangli Expy Yangzi Jiang                                                         | 2005 | Zhenjiang - Yangzhou 32° 13′ 43,1″ N, 119° 21′ 30,3″ E                      | Jiangsu             |                    |
|       | 109  | Pont de Taohuayu                                        | 桃花峪黄河大桥           | 406       |       | Suspendu Auto-ancré, tablier caisson acier, pylônes béton 160+406+160                          | fleuve Jaune                                                                           | 2013 | Zhengzhou 34° 57′ 34,2″ N, 113° 28′ 51,9″ E                                 | Henan               | [ 68 ]             |
|       | 110  | Second pont de Wuhan                                    | 武汉长江二桥             | 400       | 4688  | Haubané Tablier caisson béton, pylônes béton                                                   | Yangzi Jiang                                                                           | 1995 | Wuhan 30° 36′ 18,4″ N, 114° 19′ 13″ E                                       | Hubei               |                    |
|       | 111  | Pont de Lianxiang                                       | 湘潭莲城大桥             | 400       | 1345  | Arc CFST, haubané, tablier intermédiaire                                                       | N 2nd Ring Road Xiangjiang                                                             | 2007 | Xiangtan 27° 53′ 24″ N, 112° 57′ 28,2″ E                                    | Hunan               |                    |
|       | 112  | Pont sur le Daninghe                                    | 大宁河桥                 | 400       | 681   | Arc Acier, tablier porté                                                                       | G42 Hurong Expy Daninghe                                                               | 2009 | Xian de Wushan 31° 06′ 48,7″ N, 109° 53′ 22,9″ E                            | Chongqing           | [ B 4 ]            |
|       | 113  | Pont de Fuling Lidu                                     | 涪陵李渡长江大桥         | 398       | 822   | Haubané Tablier poutres béton, pylônes béton                                                   | Yangzi Jiang                                                                           | 2007 | Lidu 29° 43′ 37,3″ N, 107° 17′ 36,5″ E                                      | Chongqing           | [ 69 ]             |
|       | 114  | Pont de Beipanjiang (2003)                              | 北盘江特大桥             | 388       | 388   | Suspendu Tablier dalle béton, pylônes béton                                                    | Guanxing Hwy Beipanjiang                                                               | 2003 | Xingbeizhen 25° 39′ 03,1″ N, 105° 41′ 31,1″ E                               | Guizhou             | ,                  |
|       | 115  | Pont de Badong                                          | 巴东长江大桥             | 388       | 908   | Haubané Tablier poutres béton, pylônes béton                                                   | G209 National Road Yangzi Jiang                                                        | 2004 | Xian de Badong 31° 02′ 54,8″ N, 110° 19′ 42,5″ E                            | Hubei               | [ B 5 ]            |
|       | 116  | Troisième pont de Jinan                                 | 济南黄河三桥             | 386       | 4473  | Haubané Monopylône, tablier caisson acier, pylône béton                                        | G20 Qingyin Expy fleuve Jaune                                                          | 2008 | Jinan 36° 49′ 49,7″ N, 117° 08′ 13,2″ E                                     | Shandong            | ,                  |
|       | 117  | Pont de Meixihe                                         | 梅溪河大桥               | 386       | 821   | Haubané Tablier poutres béton, pylônes béton                                                   | G42 Hurong Expy Meixihe                                                                | 2010 | Xian de Fengjie 31° 04′ 15″ N, 109° 30′ 16,3″ E                             | Chongqing           | [ 72 ]             |
|       | 118  | Pont de Huangpu                                         | 黄埔大桥                 | 383       | 7016  | Haubané Monopylône, tablier caisson acier, pylône béton                                        | G4W Guang'ao Expy Rivière des Perles                                                   | 2008 | Guangzhou 23° 04′ 50,4″ N, 113° 28′ 56,7″ E                                 | Guangdong           | [ 73 ]             |
|       | 119  | Pont de Panyu                                           | 番禺大桥                 | 380       | 3458  | Haubané Tablier poutres béton, pylônes béton                                                   | Huanan Expressway Trunk Rivière des Perles                                             | 1998 | Guangzhou 23° 02′ 53,4″ N, 113° 20′ 09,8″ E                                 | Guangdong           | [ 74 ]             |
|       | 120  | Pont de Hongguang                                       | 红光桥                   | 380       | 1120  | Suspendu Tablier poutres acier, pylônes béton                                                  | Liantang Road - Hongguang Road Liujiang                                                | 2004 | Liuzhou 24° 18′ 48,9″ N, 109° 23′ 53,4″ E                                   | Guangxi             | ,                  |
|       | 121  | Pont de Lancangjiang                                    | 澜沧江大桥               | 380       |       | Suspendu Tablier caisson acier, pylônes béton                                                  | G214 Xianglin Highway Mékong                                                           | 2006 | Xian autonome yi de Nanjian - Xian de Yun 24° 44′ 39,4″ N, 100° 21′ 28,1″ E | Yunnan              |                    |
|       | 122  | Pont de Weiliu                                          | 纬六路大桥               | 380       | 3322  | Haubané Tablier poutres béton, pylônes béton                                                   | Weiliu Road Ligne ferroviaire                                                          |      | Jinan 36° 40′ 04,3″ N, 116° 58′ 33,1″ E                                     | Shandong            | [ 77 ]             |
|       | 123  | Pont de Chishi en construction                          | 赤石大桥                 | 380 (x3)  | 1470  | Haubané 4 pylônes béton 165+3x380+165                                                          | G76 Xiarong Expy                                                                       | 2012 | Xian de Yizhang 25° 33′ 08,7″ N, 113° 11′ 15,3″ E                           | Hunan               | [ C 20 ]           |
|       | 124  | Pont de Dingziwan                                       | 丁字湾跨海大桥           | 376       | 3291  | Haubané Tablier dalle béton, pylônes béton                                                     | Baie de Dingzi                                                                         | 2012 | Haiyang – Jimo 36° 34′ 40,4″ N, 120° 55′ 44,4″ E                            | Shandong            | [ 78 ]             |
|       | 125  | Pont d'Huai'an                                          | 淮安大桥                 | 370       | 2062  | Haubané Tablier poutres béton, pylônes béton                                                   | G25 Changshen Expy Jinghangyunhe                                                       | 2005 | Huai'an 33° 34′ 38,5″ N, 118° 56′ 15,4″ E                                   | Jiangsu             | [ C 21 ]           |
|       | 126  | Pont de Maocaojie                                       | 茅草街大桥               | 368       | 2848  | Arc CFST Fly bird, tablier intermédiaire                                                       | S204 Mupinghu                                                                          | 2006 | Yiyang 29° 03′ 43″ N, 112° 18′ 07″ E                                        | Hunan               | [ C 22 ]           |
|       | 127  | Pont de Binhai                                          | 滨海大桥                 | 364       | 2838  | Haubané Tablier poutres béton, pylônes béton                                                   | G25 Changshen Expy Hai He                                                              | 2003 | Binhai New Area 38° 59′ 26,6″ N, 117° 32′ 54,1″ E                           | Tianjin             | [ C 23 ]           |
|       | 128  | Pont de Zhaohua                                         | 昭化嘉陵江特大桥         | 364       | 864   | Arc Béton, tablier porté                                                                       | Jialing                                                                                | 2012 | Guangyuan 32° 18′ 04,1″ N, 105° 43′ 56,2″ E                                 | Sichuan             | [ 79 ]             |
|       | 129  | Pont d'Hedong                                           | 鹤洞大桥                 | 360       | 2300  | Haubané Tablier mixte acier/béton, pylônes béton                                               | Hedong Road - Changgang Middle Road Rivière des Perles                                 | 1998 | Guangzhou 23° 04′ 56″ N, 113° 14′ 54,3″ E                                   | Guangdong           | [ 80 ]             |
|       | 130  | Pont de Yajisha                                         | 丫髻沙大桥               | 360       | 1084  | Arc CFST Fly bird, tablier intermédiaire                                                       | Guangzhou Ring Expy Rivière des Perles                                                 | 2000 | Guangzhou 23° 03′ 36,4″ N, 113° 16′ 08″ E                                   | Guangdong           |                    |
|       | 131  | Pont de Masangxi                                        | 重庆马桑溪长江大桥       | 360       | 1104  | Haubané Tablier poutres béton, pylônes béton                                                   | Chongqing Inner Ring Expy Yangzi Jiang                                                 | 2001 | Chongqing 29° 27′ 27,6″ N, 106° 29′ 39,1″ E                                 | Chongqing           | [ C 24 ]           |
|       | 132  | Pont ferroviaire de Wanzhou                             | 宜万铁路万州长江大桥     | 360       | 1106  | Arc Acier, tablier intermédiaire 168+360+168                                                   | Yangzi Jiang                                                                           | 2005 | District de Wanzhou 30° 46′ 11,2″ N, 108° 24′ 59,5″ E                       | Chongqing           | [ 81 ]             |
|       | 133  | Pont de Wulingshan                                      | 武陵山大桥               | 360       | 840   | Haubané Tablier poutres béton, pylônes béton                                                   | G65 Baomao Expy                                                                        | 2009 | Xian de Pengshui 29° 30′ 00,9″ N, 108° 30′ 08,9″ E                          | Chongqing           | [ C 25 ]           |
|       | 134  | Pont sur le Malinghe                                    | 马岭河大桥               | 360       | 1380  | Haubané Tablier poutres béton, pylônes béton                                                   | G78 Shankun Expy Malinghe                                                              | 2010 | Xingyi 25° 09′ 21,2″ N, 104° 56′ 36,2″ E                                    | Guizhou             | [ D 9 ]            |
|       | 135  | Pont de Guozigoui                                       | 果子沟大桥               | 360       |       | Haubané Tablier treillis acier, pylônes béton                                                  | G30 Lianhuo Expy                                                                       | 2011 | Xian de Huocheng 44° 28′ 14,7″ N, 81° 08′ 25″ E                             | Xinjiang            |                    |
|       | 136  | Pont de Longmen sur le fleuve Jaune                     | 龙门黄河大桥             | 352       | 4566  | Haubané Tablier caisson béton, pylônes béton                                                   | G5 Jingkun Expy G040 fleuve Jaune                                                      | 2006 | Hancheng - Hejin 35° 35′ 45,2″ N, 110° 35′ 41,5″ E                          | Shaanxi - Shanxi    | [ Y 2 ]            |
|       | 137  | Pont de Pingsheng                                       | 平胜大桥                 | 350       | 2248  | Suspendu Monopylône, tablier caisson acier, pylône béton                                       | Foshan 1st Ring Road Dongping Shuidao                                                  | 2006 | Foshan 23° 00′ 48,3″ N, 113° 10′ 03,3″ E                                    | Guangdong           | [ B 6 ]            |
|       | 138  | Pont de Yiling                                          | 夷陵长江大桥             | 348 (x2)  | 3246  | Haubané 3 pylônes béton, tablier caisson béton                                                 | Shengli 3rd Road Yangzi Jiang                                                          | 2001 | Yichang 30° 41′ 03,3″ N, 111° 17′ 22″ E                                     | Hubei               | [ 82 ]             |
|       | 139  | Pont de Diwei                                           | 珞璜大桥                 | 345       | 737   | Haubané Tablier poutres béton, pylônes béton                                                   | Yangzi Jiang                                                                           | 2004 | Luohuangzhen 29° 20′ 40,8″ N, 106° 24′ 17″ E                                | Chongqing           | [ 83 ]             |
|       | 140  | Pont de Jiaolongba                                      | 藏角笼坝大桥             | 345       | 357   | Suspendu Tablier treillis acier, pylônes béton                                                 | G214 National Road                                                                     | 2005 | Xian de Markam 29° 07′ 44,1″ N, 98° 38′ 30,9″ E                             | Tibet               | [ 84 ]             |
|       | 141  | Pont de Qiansimen                                       | 千厮门大桥               | 344       | 720   | Haubané Monopylône, tablier treillis acier, pylône béton                                       | Voies routières Ligne 6 (Métro de Chongqing) Jialing                                   | 2013 | Chongqing 29° 34′ 06,8″ N, 106° 34′ 30,2″ E                                 | Chongqing           | [ 63 ]             |
|       | 142  | Pont ferroviaire de Lancangjiang en construction        | 与澜沧江大桥             | 342       | 698   | Arc CFST, tablier porté                                                                        | Mékong                                                                                 | 2013 | Shanyangxiang - Shuizhaixiang 25° 17′ 24,5″ N, 99° 21′ 00,2″ E              | Yunnan              |                    |
|       | 143  | Haikou Century Bridge                                   | 世纪大桥                 | 340       |       | Haubané Tablier poutres béton, pylônes béton                                                   | Diankun Road - Longkun North Road Haidianhe - Détroit de Qiongzhou                     | 2003 | Haikou 20° 03′ 09,1″ N, 110° 18′ 55,6″ E                                    | Hainan              | [ 85 ]             |
|       | 144  | Pont de Fuling sur le Wujiang                           | 重庆涪陵乌江二桥         | 340       | 590   | Haubané Tablier caisson béton, pylônes béton, suspension axiale                                | Gongyuan Road - S103 Fuqing Road Wujiang                                               | 2009 | Fuling 29° 42′ 40″ N, 107° 24′ 07,5″ E                                      | Chongqing           | ,                  |
|       | 145  | Pont de Yamen                                           | 广东崖门大桥             | 338       | 1296  | Haubané Tablier caisson béton, pylônes béton, suspension axiale 50+115+338+115+50              | S32 Western Coastal Expy Tanjiang                                                      | 2001 | Jiangmen 22° 13′ 10,2″ N, 113° 05′ 11,2″ E                                  | Guangdong           | [ C 26 ]           |
|       | 146  | Pont de Xixi                                            | 西溪大桥                 | 338       | 701   | Suspendu Tablier dalle béton, pylônes béton                                                    | Guibi Road                                                                             | 2001 | Linquanzhen 27° 01′ 47,7″ N, 105° 48′ 27,3″ E                               | Guizhou             | [ 87 ]             |
|       | 147  | Pont de Dongsha                                         | 广州东沙大桥             | 338       |       | Haubané Monopylône, tablier caisson acier, pylône béton                                        | S39 Dongxin Expy Rivière des Perles                                                    | 2008 | Guangzhou 23° 02′ 56,1″ N, 113° 15′ 08,6″ E                                 | Guangdong           | [ C 27 ]           |
|       | 148  | Pont sur le Xiaohe                                      | 小河特大桥               | 338       | 503   | Arc CFST, tablier porté                                                                        | G50 Huyu Expy                                                                          | 2010 | Enshi 30° 11′ 39,3″ N, 109° 13′ 35,7″ E                                     | Hubei               | [ C 28 ]           |
|       | 149  | Pont de Dashengguan                                     | 南京大胜关铁路长江大桥   | 336 (x2)  | 9200  | Arc Acier, tablier intermédiaire 108+192+336+336+192+108                                       | LGV Pékin - Shanghai Yangzi Jiang                                                      | 2009 | Nankin 31° 57′ 35,4″ N, 118° 37′ 51,5″ E                                    | Jiangsu             |                    |
|       | 150  | Pont de Taipinghu                                       | 太平湖大桥               | 336       |       | Arc CFST, tablier intermédiaire                                                                | G3 Jingtai Expy Taipinghu                                                              | 2007 | Huangshan 30° 19′ 46,8″ N, 117° 57′ 03,9″ E                                 | Anhui               | [ 88 ]             |
|       | 151  | Pont de Yonghe (Nanning)                                | 永和大桥                 | 335       |       | Arc CFST, tablier intermédiaire                                                                | Yonghe Road - Nanjian Road Yongjiang                                                   | 2004 | Nanning 22° 48′ 12,8″ N, 108° 17′ 30,8″ E                                   | Guangxi             |                    |
|       | 152  | Pont de Chong Yongjiang en construction                 | 冲邕江特大桥             | 332       |       | Haubané Pylônes béton                                                                          | Nanning Outer Ring Expy Yongjiang                                                      | 2013 | Nanning 22° 50′ 15,3″ N, 108° 34′ 26,4″ E                                   | Guangxi             | [ 89 ]             |
|       | 153  | Pont de Jiangjiehe                                      | 江界河大桥               | 330       | 461   | Arc Béton, tablier porté                                                                       | S205 Provincial Road Wujiang                                                           | 1993 | Xian de Weng'an 27° 17′ 55,4″ N, 107° 22′ 17,6″ E                           | Guizhou             |                    |
|       | 154  | Pont de Fuling                                          | 涪陵长江大桥             | 330       | 631   | Haubané Tablier poutres béton, pylônes béton                                                   | G319 - S905 Yangzi Jiang                                                               | 1997 | Fuling 29° 44′ 11,4″ N, 107° 20′ 48,5″ E                                    | Chongqing           | [ C 29 ]           |
|       | 155  | Pont Kao-Ping Hsi                                       | 斜張橋                   | 330       | 2617  | Haubané Monopylône, caisson acier (travée principale) et béton (travée de rive), pylône béton  | National highway 3 Gaoping River                                                       | 2000 | Pingtung 22° 45′ 57,2″ N, 120° 26′ 58,5″ E                                  | Taiwan              | [ 90 ]             |
|       | 156  | Pont de Shibanpo                                        | 石板坡长江大桥           | 330       | 1103  | Poutre-caisson Béton précontraint, travée centrale acier 88+4x138+330+134                      | Jiangnan Avenue Yangzi Jiang                                                           | 2006 | Chongqing 29° 32′ 44″ N, 106° 33′ 35,6″ E                                   | Chongqing           |                    |
|       | 157  | Pont de Shuangbei en construction                       | 双碑大桥                 | 330       | 3800  | Haubané Tablier caisson béton, pylônes asymétriques béton, suspension axiale                   | Jialing                                                                                | 2012 | Chongqing 29° 36′ 00,5″ N, 106° 27′ 05,7″ E                                 | Chongqing           |                    |
|       | 158  | Pont de Sanchaji                                        | 三叉矶大桥               | 328       | 1577  | Suspendu Auto-ancré, tablier caisson acier, pylône béton                                       | N 2nd Ring Road Xiangjiang                                                             | 2006 | Changsha 28° 16′ 47,8″ N, 112° 57′ 25,3″ E                                  | Hunan               | [ 91 ]             |
|       | 159  | Pont de Xipan                                           | 西攀高速金沙江大桥       | 324       | 1390  | Haubané Tablier caisson béton, pylônes béton                                                   | G5 Jingkun Expy Jinsha Jiang                                                           | 2007 | Panzhihua 26° 34′ 20,5″ N, 101° 51′ 05,1″ E                                 | Sichuan             | [ 92 ]             |
|       | 160  | Pont sud de Donghai                                     | 东海大桥                 | 322       | 32500 | Haubané                                                                                        | S2 Hulu Expy Baie de Hangzhou                                                          | 2005 | Île de Xiaoyang - Île de Dawugui 30° 38′ 58,9″ N, 122° 02′ 33,2″ E          | Zhejiang            |                    |
|       | 161  | Pont de Tieluoping                                      | 铁罗特大桥               | 322       | 872   | Haubané Tablier poutres béton, pylônes béton                                                   | G50 Huyu Expy                                                                          | 2009 | Langpingzhen 30° 37′ 04,5″ N, 110° 28′ 29,4″ E                              | Hubei               | [ B 8 ]            |
|       | 162  | Pont de Qi'ao                                           | 淇澳大桥                 | 320       | 1400  | Haubané Tablier caisson béton, pylônes béton, suspension axiale                                | X588 County Road Rivière des Perles - Mer de Chine méridionale                         | 2001 | Zhuhai - Île de Qi'ao 22° 23′ 16,4″ N, 113° 36′ 38,3″ E                     | Guangdong           | [ 93 ]             |
|       | 163  | Pont autoroutier de Shennongxi en construction          | 神农溪特大桥             | 320       | 1150  | Haubané Pylônes béton                                                                          | G42 Hurong Expy Shennongxi                                                             | 2012 | Xian de Badong 31° 09′ 03,6″ N, 110° 19′ 20,8″ E                            | Hubei               | ,                  |
|       | 164  | Pont autoroutier du Wujiang (Fuling) en construction    | 乌江特大桥               | 320       | 918   | Haubané Tablier poutres béton, pylônes béton                                                   | Wujiang                                                                                | 2012 | Fuling 29° 40′ 19″ N, 107° 23′ 03,4″ E                                      | Chongqing           |                    |
|       | 165  | Pont du lac Poyang                                      | 鄱阳湖大桥               | 318       | 3799  | Haubané Tablier poutres béton, pylônes béton                                                   | G56 Hangrui Expy Lac Poyang                                                            | 2000 | Xian de Hukou 29° 44′ 03,5″ N, 116° 12′ 02,7″ E                             | Jiangxi             | ,                  |
|       | 166  | Pont de Yunyang                                         | 云阳长江大桥             | 318       | 1278  | Haubané Tablier poutres béton, pylônes asymétriques béton                                      | Kaili Road Yangzi Jiang                                                                | 2005 | Yunyang 30° 54′ 55,8″ N, 108° 42′ 42,3″ E                                   | Chongqing           | [ C 30 ]           |
|       | 167  | Pont sud de la baie de Hangzhou                         | 杭州湾跨海大桥           | 318       | 35673 | Haubané Monopylône, tablier caisson acier, pylône béton                                        | G15 Shenhai Expy Baie de Hangzhou                                                      | 2008 | Jiaxing - Cixi 30° 28′ 24,2″ N, 121° 06′ 43,7″ E                            | Zhejiang            | [ 60 ]             |
|       | 168  | Pont de Pengxihe                                        | 彭溪河特大               | 316       |       | Haubané Tablier caisson béton, pylônes béton                                                   | G42 Hurong Expy Pengxihe                                                               | 2008 | Yunyangzhen 30° 58′ 37,4″ N, 108° 42′ 21,4″ E                               | Chongqing           |                    |
|       | 169  | Pont de Yongjiang                                       | 蒲庙大桥                 | 312       | 458   | Arc Béton, tablier intermédiaire                                                               | Caihong South Road Yongjiang                                                           | 1996 | District de Yongning 22° 45′ 51,3″ N, 108° 29′ 06,1″ E                      | Guangxi             | [ D 1 ]            |
|       | 170  | Pont de Wuhu                                            | 芜湖长江大桥             | 312       | 10020 | Haubané Tablier treillis acier à 2 niveaux, pylônes béton                                      | G5011 Wuhe Expy Ligne ferroviaire Yangzi Jiang                                         | 2000 | Wuhu 31° 23′ 17,2″ N, 118° 20′ 25,9″ E                                      | Anhui               |                    |
|       | 171  | Pont du Lac Dongting                                    | 洞庭湖大桥               | 310 (x2)  | 5784  | Haubané 3 pylônes béton, tablier dalle béton 130+310+310+130                                   | 306 Provincial Road Lac Dongting                                                       | 2000 | Yueyang 29° 24′ 22,3″ N, 113° 05′ 50,8″ E                                   | Hunan               | [ B 9 ]            |
|       | 172  | Pont de Lijin                                           | 利津黄河大桥             | 310       | 1350  | Haubané Tablier dalle béton, pylônes béton                                                     | G220 National Road S310 fleuve Jaune                                                   | 2001 | Xian de Lijin 37° 29′ 00,3″ N, 118° 15′ 58,8″ E                             | Shandong            | [ Y 3 ]            |
|       | 173  | Pont de Haihe                                           | 海河大桥                 | 310       | 2650  | Haubané Monopylône, tablier caisson acier, pylône béton                                        | S11 Haibin Expy - S217 Hai He                                                          | 2002 | Binhai New Area 38° 59′ 30″ N, 117° 42′ 37,6″ E                             | Tianjin             | [ 97 ]             |
|       | 174  | Pont de Xiangfan Hanjiang en construction               | 襄樊汉江三桥             | 310       | 3293  | Haubané                                                                                        | Hanjiang                                                                               | 2012 | Xiangfan 32° 01′ 37,4″ N, 112° 06′ 12,3″ E                                  | Hubei               | [ 98 ]             |
|       | 175  | Pont de Chuan Nanpu                                     | 淳安南浦大桥             | 308       | 330   | Arc CFST, tablier intermédiaire                                                                | Qianwei Line - Zhengjiu Line Xin'anjiang                                               | 2003 | Xian de Chun'an 29° 40′ 04,1″ N, 118° 49′ 28,4″ E                           | Zhejiang            | [ 99 ]             |
|       | 176  | Pont sud de Jingzhou                                    | 荆州长江大桥             | 300       | 4398  | Haubané Tablier poutres béton, pylônes béton                                                   | G55 Erguang Expy Yangzi Jiang                                                          | 2002 | Jingzhou 30° 18′ 03,4″ N, 112° 12′ 54,9″ E                                  | Hubei               | [ 100 ]            |
|       | 177  | Pont de Binzhou sur le fleuve Jaune                     | 滨州黄河二桥             | 300 (x2)  | 1698  | Haubané 3 pylônes béton, tablier dalle béton 2x42+300+300+2x42                                 | G25 Changshen Expy fleuve Jaune                                                        | 2004 | Binzhou 37° 17′ 09,1″ N, 117° 56′ 16,1″ E                                   | Shandong            | ,                  |
|       | 178  | Pont de Chancheng Dongping                              | 佛山禅城区东平大桥       | 300       | 1427  | Arc Acier, tablier intermédiaire                                                               | Lingnan S Avenue Dongping Shuidao                                                      | 2006 | Foshan 22° 58′ 39,1″ N, 113° 07′ 04,1″ E                                    | Guangdong           | [ C 31 ]           |
|       | 179  | Pont de Ling-Tie                                        | 南宁大桥                 | 300       | 734   | Arc Acier, béquilles béton, tablier intermédiaire, suspentes inclinées                         | Qingshan Road - Pingle Avenue Yongjiang                                                | 2009 | Nanning 22° 47′ 09″ N, 108° 22′ 04,2″ E                                     | Guangxi             | [ C 32 ]           |
|       | 180  | Pont de Jianbang                                        | 建邦黄河大桥             | 300 (x2)  | 2145  | Haubané 3 pylônes, tablier caisson béton, pylônes béton 53+56+300+300+56+53                    | fleuve Jaune                                                                           | 2012 | Jinan 36° 44′ 10,1″ N, 116° 55′ 42,8″ E                                     | Shandong            | [ C 33 ]           |
|       | 181  | Pont autoroutier de Beipanjiang en construction         | 的北盘江大桥             | 290       | 1261  | Poutre-caisson Béton précontraint 82+220+290+220+82                                            | G56 Hangrui Expy Beipanjiang                                                           | 2012 | Liupanshui 26° 14′ 14,6″ N, 104° 42′ 55″ E                                  | Guizhou             | [ 101 ]            |
|       | 182  | Pont de Shengli                                         | 胜利黄河大桥             | 288       | 2817  | Haubané Tablier poutres acier, pylônes acier 136+288+136                                       | S231 - S315 fleuve Jaune                                                               | 1987 | Xian de Kenli 37° 36′ 42″ N, 118° 32′ 32,8″ E                               | Shandong            |                    |
|       | 183  | Pont de Zunyi                                           | 遵义乌江大桥             | 288       | 461   | Suspendu Tablier caisson béton, pylônes béton                                                  | Wujiang                                                                                | 1997 | Wujiangzhen 27° 18′ 56,4″ N, 106° 47′ 26,6″ E                               | Guizhou             | [ C 34 ]           |
|       | 184  | Pont de Meixi                                           | 梅溪河大桥               | 288       | 491   | Arc CFST, tablier porté                                                                        | S103 - S201 Meixihe                                                                    | 2001 | Xian de Fengjie 31° 03′ 40,2″ N, 109° 31′ 05,8″ E                           | Chongqing           | [ C 35 ]           |
|       | 185  | Pont de Jinma                                           | 金马大桥                 | 283       | 1913  | Haubané Monopylône, symétrique, pylône béton                                                   | G80 Guangkun Expy Xijiang                                                              | 1999 | Foshan 23° 06′ 29,1″ N, 112° 47′ 43,7″ E                                    | Guangdong           | ,                  |
|       | 186  | Pont Azhihe                                             | 阿志河大桥               | 283       | 448   | Suspendu Tablier dalle béton, pylônes béton                                                    | Shuihuang Expy Bunahe                                                                  | 2003 | Changliuxiang 26° 12′ 58,2″ N, 105° 11′ 45,8″ E                             | Guizhou             | [ C 36 ]           |
|       | 187  | Pont de Qingchuan                                       | 晴川桥                   | 280       | 742   | Arc CFST, tablier suspendu                                                                     | Qingchuan Street Hanjiang                                                              | 2000 | Wuhan 30° 33′ 58″ N, 114° 16′ 43,9″ E                                       | Hubei               | [ 103 ]            |
|       | 188  | Pont de Dongguan Shuidao                                | 东莞水道特大桥           | 280       | 745   | Arc CFST, tablier intermédiaire                                                                | W Ring Road Dongguan Shuidao                                                           | 2005 | Dongguan 23° 01′ 31,5″ N, 113° 41′ 58,1″ E                                  | Guangdong           | [ 104 ]            |
|       | 189  | Pont de Gaozan                                          | 高赞大桥                 | 280       | 1730  | Haubané Tablier caisson béton, pylônes béton, suspension axiale 61+89+280+89+61                | 2nd Ring Road Ronggui Waterway                                                         | 2006 | Foshan 22° 45′ 39,8″ N, 113° 12′ 45,1″ E                                    | Guangdong           | [ D 13 ]           |
|       | 190  | Pont de Qingfeng                                        | 庆丰桥                   | 280       | 1747  | Suspendu Tablier caisson acier, pylônes béton                                                  | Tongtu Road Yongjiang (Zhejiang)                                                       | 2008 | Ningbo 29° 53′ 29,4″ N, 121° 34′ 02,5″ E                                    | Zhejiang            | [ 105 ]            |
|       | 191  | Pont ferroviaire de Yongjiang (Nanning) en construction | 三岸邕江大桥铁路桥       | 276       | 2662  | Arc Acier, tablier intermédiaire                                                               | Ligne ferroviaire Yongjiang                                                            | 2013 | Nanning 22° 47′ 18,4″ N, 108° 25′ 56,4″ E                                   | Guangxi             | [ 106 ]            |
|       | 192  | Pont ferroviaire de Yiwan                               | 宜万铁路宜昌长江大桥     | 275 (x2)  | 2527  | Arc CFST, tablier caisson béton suspendu 130+275+275+130                                       | Yiwan Railway (Yichang - Wanzhou) Yangzi Jiang                                         | 2008 | Yichang 30° 39′ 21,4″ N, 111° 19′ 32,1″ E                                   | Hubei               | [ 107 ]            |
|       | 193  | Pont en arc de Chaoyang                                 | 北碚朝阳大桥             | 274       |       | Arc Acier, tablier intermédiaire                                                               | Jialing                                                                                | 2011 | District de Beibei 29° 49′ 12,3″ N, 106° 26′ 51,1″ E                        | Chongqing           | [ C 37 ]           |
|       | 194  | Pont sud d'Humen                                        | 虎门大桥                 | 270       | 4800  | Poutre-caisson Béton précontraint 2 ouvrages jumelés 150+270+150                               | Humen Expy Rivière des Perles                                                          | 1997 | Dongguan 22° 47′ 24,7″ N, 113° 36′ 14,8″ E                                  | Guangdong           | [ 28 ]             |
|       | 195  | Pont de Sanan Yongjiang                                 | 三岸邕江大桥             | 270       |       | Arc CFST, tablier intermédiaire                                                                | G75 Lanhai Expy Yongjiang                                                              | 1998 | Nanning 22° 47′ 18,9″ N, 108° 25′ 53,3″ E                                   | Guangxi             |                    |
|       | 196  | Pont nord de Beimen                                     | 三门口大桥               | 270       | 345   | Arc CFST, tablier intermédiaire                                                                | X507 - X508 Shipugang                                                                  | 2006 | Xiaotangxiang 29° 09′ 22,9″ N, 121° 49′ 06,5″ E                             | Zhejiang            | [ 108 ]            |
|       | 197  | Pont sud de Beimen                                      | 三门口大桥               | 270       | 375   | Arc CFST, tablier intermédiaire                                                                | X507 - X508 Shipugang                                                                  | 2006 | Xiaotangxiang 29° 09′ 06,1″ N, 121° 49′ 03,2″ E                             | Zhejiang            | [ 108 ]            |
|       | 198  | Pont de Taian                                           | 泸州泰安长江大桥         | 270       | 1573  | Haubané Monopylône, tablier caisson béton, pylône béton                                        | Yangzi Jiang                                                                           | 2008 | Luzhou 28° 52′ 38,2″ N, 105° 31′ 37,3″ E                                    | Sichuan             | [ 109 ]            |
|       | 199  | Pont de Linpu                                           | 林浦大桥                 | 270       | 1115  | Haubané Tablier dalle béton, pylônes béton                                                     | Fuzhou 3rd Ring Expy Minjiang                                                          | 2011 | Fuzhou 26° 01′ 37,4″ N, 119° 22′ 26,5″ E                                    | Fujian              | [ C 38 ]           |
|       | 200  | Pont de Beishengou                                      | 北深沟特大桥             | 269       | 683   | Arc CFST, tablier intermédiaire                                                                | S80 Jinhou Expy                                                                        | 2011 | Xian de Qinshui 35° 40′ 40,3″ N, 112° 13′ 06,3″ E                           | Shanxi              |                    |
|       | 201  | Pont Luojiaohe                                          | 落脚河大桥               | 268       | 268   | Suspendu Tablier dalle béton, pylônes béton                                                    | Guibi Road Luojiaohe                                                                   | 2001 | Xian de Dafang 27° 12′ 28,6″ N, 105° 31′ 52,4″ E                            | Guizhou             |                    |
|       | 202  | Pont sud de Sutong                                      | 苏通长江大桥             | 268       | 8146  | Poutre-caisson Béton précontraint 2 ouvrages jumelés 140+268+140                               | G15 Shenhai Expy Yangzi Jiang                                                          | 2008 | Suzhou - Nantong 31° 45′ 44,3″ N, 120° 59′ 32,1″ E                          | Jiangsu             |                    |
|       | 203  | Pont de Songpu (Harbin)                                 | 松浦大桥                 | 268       | 3926  | Haubané Monopylône, tablier mixte acier/béton, pylône béton 268+208                            | G222 National Road Songhua                                                             | 2010 | Harbin 45° 47′ 51,7″ N, 126° 39′ 03,6″ E                                    | Heilongjiang        | [ 110 ]            |
|       | 204  | Pont de Honghe                                          | 云南红河大桥             | 265       | 801   | Poutre-caisson Béton précontraint 182+265+194                                                  | G8511 Kunmo Expy Yuanjiang                                                             | 2003 | Xian de Yuanjiang 23° 38′ 14,8″ N, 101° 57′ 27,4″ E                         | Yunnan              | [ B 10 ]           |
|       | 205  | Pont ferroviaire de Dongjiangnan en construction        | 东江南特大桥             | 264       |       | Treillis Acier 143+264+143                                                                     | Dongjiang South Tributary                                                              | 2013 | Dongguan 22° 55′ 25″ N, 113° 36′ 04″ E                                      | Guangdong           | [ 111 ]            |
|       | 206  | Pont de Yonghe (Tianjin)                                | 天津永和桥               | 260       | 512   | Haubané                                                                                        | S103 Jinhan Expy Yongdingxinhe                                                         | 1987 | Tianjin 39° 11′ 13″ N, 117° 32′ 07,8″ E                                     | Tianjin             | [ C 39 ]           |
|       | 207  | Pont de Xiabaishi                                       | 下白石大桥               | 260 (x2)  | 999   | Poutre-caisson Béton précontraint 2 ouvrages jumelés 145+260+260+145                           | G15 Shenhai Expy Baimahe                                                               | 2003 | Xiabaishizhen 26° 49′ 15,7″ N, 119° 41′ 09″ E                               | Fujian              | [ C 40 ]           |
|       | 208  | Pont de Rongzhou                                        | 戎州大桥                 | 260       |       | Arc CFST, tablier intermédiaire                                                                | Jinsha Jiang                                                                           | 2005 | Yibin 28° 46′ 00,2″ N, 104° 37′ 42,5″ E                                     | Sichuan             |                    |
|       | 209  | Pont de Jing Yang                                       | 景阳大桥                 | 260       | 519   | Arc CFST, tablier porté                                                                        | Qingjiang                                                                              | 2007 | Jingyangzhen 30° 21′ 39,2″ N, 109° 58′ 44,7″ E                              | Hubei               | [ 112 ]            |
|       | 210  | Pont Jiangdong                                          | 江东大桥                 | 260 (x2)  | 4332  | Suspendu Auto-ancré, tablier caisson acier, pylônes axiaux béton, suspentes inclinées          | Jiangdong Avenue Qiantang                                                              | 2008 | Hangzhou 30° 19′ 07,8″ N, 120° 24′ 43,5″ E                                  | Zhejiang            |                    |
|       | 211  | Pont de Yudong                                          | 鱼洞长江大桥             | 260 (x2)  | 1540  | Poutre-caisson Béton précontraint 2 ouvrages jumelés 145+260+260+145                           | Voie express Ligne 3 (Métro de Chongqing) Yangzi Jiang                                 | 2008 | District de Dadukou - District de Banan 29° 24′ 09,2″ N, 106° 29′ 47,8″ E   | Chongqing           | [ 113 ]            |
|       | 212  | Pont Haiwan Pont de Dagu                                | 青岛胶州湾大桥           | 260       | 41580 | Suspendu Auto-ancré, monopylône, tablier double caisson acier, pylône béton, suspension axiale | G22 Qinglan Expy Baie de Qingdao                                                       | 2011 | Qingdao - Jiaozhou 36° 07′ 56,9″ N, 120° 10′ 42,3″ E                        | Shandong            | [ Note 3 ] [ 114 ] |
|       | 213  | Pont Haiwan Pont de Cangkou                             | 青岛胶州湾大桥           | 260       | 41580 | Haubané Tablier caisson acier, pylônes béton 2 ouvrages                                        | G22 Qinglan Expy Baie de Qingdao                                                       | 2011 | Qingdao - Jiaozhou 36° 10′ 16,2″ N, 120° 19′ 58,4″ E                        | Shandong            | [ Note 3 ] [ 114 ] |
|       | 214  | Pont est de Ma'anshan en construction                   | 马鞍山长江大桥左汊       | 260 (x2)  | 11000 | Haubané 3 pylônes                                                                              | Yangzi Jiang                                                                           | 2013 | Ma'anshan 31° 37′ 01,2″ N, 118° 27′ 34,3″ E                                 | Anhui               | [ C 5 ]            |
|       | 215  | Pont de Zhaobaoshan                                     | 招宝山大桥               | 258       |       | Haubané Tablier caisson, pylônes béton                                                         | Xiongzhen Road Yongjiang (Zhejiang)                                                    | 2001 | Ningbo 29° 57′ 42,7″ N, 121° 43′ 30,7″ E                                    | Zhejiang            | [ 115 ]            |
|       | 216  | Pont de Zigui                                           | 青干河大桥               | 256       | 312   | Arc CFST, tablier intermédiaire                                                                | Qingganhe                                                                              | 2002 | Xian de Zigui 30° 58′ 26,6″ N, 110° 36′ 44,6″ E                             | Hubei               | [ D 14 ]           |
|       | 217  | Pont autoroutier de Dongjiangnan                        | 东江南特大桥             | 256       |       | Poutre-caisson Béton précontraint 2 ouvrages jumelés 146+256+146                               | S3 Guangshen Yanjiang Expy Dongjiang South Tributary                                   | 2010 | Dongguan 22° 55′ 23,6″ N, 113° 36′ 02,1″ E                                  | Guangdong           | [ C 41 ]           |
|       | 218  | Pont de Kuige                                           | 奎阁渠江大桥             | 256       | 610   | Arc CFST, tablier intermédiaire                                                                | Qujiang                                                                                | 2011 | Guang'an 30° 29′ 22,4″ N, 106° 39′ 29″ E                                    | Sichuan             | [ 116 ]            |
|       | 219  | Pont Daduhe                                             | 大树新桥                 | 255       |       | Poutre-caisson Béton précontraint                                                              | Dadu                                                                                   | 2009 | Xian de Hanyuan 29° 19′ 24,4″ N, 102° 41′ 24,2″ E                           | Sichuan             |                    |
|       | 220  | Pont de Jiahua                                          | 嘉华大桥                 | 252       | 1000  | Poutre-caisson Béton précontraint 2 ouvrages jumelés                                           | 2x4 voies routières Jialing                                                            |      | Chongqing 29° 33′ 23″ N, 106° 31′ 03,1″ E                                   | Chongqing           | [ 117 ]            |
|       | 221  | Second pont de Luzhou                                   | 泸州长江二桥             | 252       | 1408  | Poutre-caisson Béton précontraint                                                              | G76 Xiarong Expy Yangzi Jiang                                                          | 2000 | Luzhou 28° 45′ 50,5″ N, 105° 20′ 15,1″ E                                    | Sichuan             |                    |
|       | 222  | Pont de Zhongba                                         | 宜宾中坝大桥             | 252       | 965   | Haubané Monopylône, tablier dalle béton, pylône béton                                          | Jinsha Jiang                                                                           | 2003 | Yibin 28° 45′ 22,7″ N, 104° 36′ 38,8″ E                                     | Sichuan             | [ 118 ]            |
|       | 223  | Pont de Qiandaohu                                       | 淳安千岛湖金竹牌大桥     | 252       | 1340  | Arc CFST, tablier porté                                                                        | Qiandaohu Branch Line Expy Qiandaohu                                                   | 2004 | Xian de Chun'an 29° 33′ 54,2″ N, 119° 11′ 10,8″ E                           | Zhejiang            | [ 119 ]            |
|       | 224  | Pont de Jiang'an                                        | 江安长江大桥             | 252       | 1093  | Poutre-caisson Béton précontraint                                                              | Yangzi Jiang                                                                           | 2008 | Xian de Jiang'an 28° 43′ 39,3″ N, 105° 05′ 04,6″ E                          | Sichuan             |                    |
|       | 225  | Pont de Changfeng (Wuhan)                               | 长丰桥                   | 251       | 1130  | Arc CFST, tablier intermédiaire                                                                | Wuhan's Middle Ring Road Hanjiang                                                      | 2000 | Wuhan 30° 36′ 12,6″ N, 114° 09′ 39″ E                                       | Hubei               | [ 120 ]            |
|       | 226  | Deuxième pont de Minpu                                  | 闵浦二桥                 | 251       |       | Haubané Tablier treillis acier à 2 niveaux, pylônes béton                                      | S103 Huangpu                                                                           | 2010 | Shanghai 30° 59′ 54,3″ N, 121° 25′ 26,2″ E                                  | Shanghai            |                    |
|       | 227  | Pont de Huanghuayuan                                    | 黄花园大桥               | 250 (x3)  | 1278  | Poutre-caisson Béton précontraint 2 ouvrages jumelés 137+3x250+137                             | Wuhuang Road Jialing                                                                   | 1999 | Chongqing 29° 34′ 09,8″ N, 106° 33′ 47,1″ E                                 | Chongqing           | [ 121 ]            |
|       | 228  | Pont de Jia Yue                                         | 嘉悦大桥                 | 250       | 767   | Extradossé Tablier caisson béton, pylônes béton                                                | Zhonghuankuaisu Main Road Jialing                                                      | 2010 | Chongqing 29° 42′ 55,1″ N, 106° 31′ 05,6″ E                                 | Chongqing           | ,                  |
|       | 229  | Pont de Caijia en construction                          | 蔡家嘉陵江大桥           | 250       | 1250  | Haubané Tablier caisson béton, pylônes béton                                                   | Ligne 6 (Métro de Chongqing) Jialing                                                   | 2013 | Chongqing 29° 41′ 56,1″ N, 106° 29′ 14″ E                                   | Chongqing           |                    |
|       | 230  | Pont de Jiajiang                                        | 夹江大桥                 | 248       | 665   | Suspendu Auto-ancré, monopylône, tablier caisson acier, pylône axial béton                     | Jiajiang                                                                               | 2009 | Nankin 32° 01′ 56,6″ N, 118° 42′ 23,3″ E                                    | Jiangsu             | [ 124 ]            |
|       | 231  | Pont de Qiancao                                         | 茜草长江大桥             | 248       | 1189  | Extradossé Tablier caisson béton, pylônes béton 128+248+128                                    | Yangzi Jiang                                                                           | 2012 | Luzhou 28° 53′ 17,3″ N, 105° 27′ 20″ E                                      | Sichuan             | [ 125 ]            |
|       | 232  | Pont de Huangshi                                        | 黄石长江大桥             | 245 (x3)  | 2580  | Poutre-caisson Béton précontraint 162+3x245+162                                                | Yingbin Avenue Yangzi Jiang                                                            | 1996 | Huangshi 30° 15′ 04,5″ N, 115° 04′ 19,7″ E                                  | Hubei               |                    |
|       | 233  | Pont de Jiantiao                                        | 健跳大桥                 | 245       | 507   | Arc CFST, tablier intermédiaire                                                                | S74 - S224 Provincial Road Jiantiaogang                                                | 2001 | Xian de Sanmen 29° 02′ 28,4″ N, 121° 36′ 41,4″ E                            | Zhejiang            | [ 126 ]            |
|       | 234  | Pont de Shuitu                                          | 水土嘉陵江特大桥         | 245       | 2320  | Poutre-caisson Béton précontraint 2 ouvrages jumelés                                           | G5001 Chongqing Ring Expy Jialing                                                      | 2009 | District de Beibei 29° 47′ 06,3″ N, 106° 29′ 09,4″ E                        | Chongqing           | ,                  |
|       | 235  | Nouveau pont de Longmen                                 | 的龙门大桥               | 243       |       | Arc CFST, tablier intermédiaire                                                                | S103 Provincial Road Daninghe                                                          | 2010 | Xian de Wushan 31° 05′ 47,4″ N, 109° 53′ 47,4″ E                            | Chongqing           |                    |
|       | 236  | Pont de Fumin                                           | 富民桥                   | 242       | 932   | Haubané Tablier caisson acier, pylônes béton, suspension axiale                                | Fumin Street Hunhe                                                                     | 2008 | Shenyang 41° 45′ 02,7″ N, 123° 27′ 57,5″ E                                  | Liaoning            | ,                  |
|       | 237  | Pont de Dongpingshuidao                                 | 东平水道特大桥           | 242       | 442   | Arc Acier, tablier intermédiaire                                                               | LGV Wuhan-Canton Dongping Shuidao                                                      | 2009 | Foshan 23° 02′ 40,9″ N, 113° 12′ 57,7″ E                                    | Guangdong           | [ 129 ]            |
|       | 238  | Pont de Qianwei                                         | 犍为岷江大桥             | 240       | 886   | Haubané                                                                                        | G213 National Road Minjiang (Sichuan)                                                  | 1990 | Xian de Qianwei 29° 13′ 36,1″ N, 103° 55′ 50,1″ E                           | Sichuan             | [ C 44 ]           |
|       | 239  | Pont de Xiaonanmen                                      | 南门大桥                 | 240       | 387   | Arc Béton, tablier intermédiaire                                                               | Jinsha Jiang                                                                           | 1990 | Yibin 28° 45′ 49,8″ N, 104° 37′ 29,9″ E                                     | Sichuan             |                    |
|       | 240  | Pont de Jiangjin                                        | 江津长江大桥             | 240       | 1360  | Poutre-caisson Béton précontraint                                                              | S107 Yangzi Jiang                                                                      | 1997 | District de Jiangjin 29° 15′ 49,7″ N, 106° 15′ 09,1″ E                      | Chongqing           | [ 130 ]            |
|       | 241  | Pont de Gaojia Huayuan                                  | 高家花园大桥             | 240       | 970   | Poutre-caisson Béton précontraint 2 ouvrages jumelés                                           | G75 Lanhai Expy Jialing                                                                | 1998 | Chongqing 29° 34′ 51,2″ N, 106° 27′ 43,1″ E                                 | Chongqing           |                    |
|       | 242  | Pont de Liupanshui                                      | 六盘水市南盘江大桥       | 240       | 497   | Suspendu Tablier treillis acier, pylônes béton                                                 | G324 National Road Nanpanjiang                                                         | 1998 | Xian de Qiubei 24° 52′ 42,8″ N, 105° 27′ 06,1″ E                            | Yunnan              | [ 131 ]            |
|       | 243  | Pont de Liuguanghe                                      | 六广河大桥               | 240       | 564   | Poutre-caisson Béton précontraint                                                              | Guibi Road                                                                             | 2001 | Xian de Qianxi 26° 59′ 22,5″ N, 106° 24′ 23,2″ E                            | Guizhou             | [ 132 ]            |
|       | 244  | Pont de Rui'an                                          | 瑞安大桥                 | 240       | 2956  | Haubané Monopylône, tablier caisson béton, pylône béton 240+170+60                             | Feiyunjiang                                                                            | 2007 | Rui'an 27° 43′ 58,5″ N, 120° 39′ 49,6″ E                                    | Zhejiang            | [ 133 ]            |
|       | 245  | Pont de Lanqi                                           | 蓝旗大桥                 | 240       | 620   | Haubané Tablier caisson béton, pylônes béton, suspension axiale                                | Jilin Ring Hwy Songhuajiang                                                            | 2007 | Jilin 43° 46′ 33,7″ N, 126° 36′ 47″ E                                       | Jilin               | [ C 45 ]           |
|       | 246  | Pont de Zhijiang                                        |                          | 240       | 1820  | Haubané                                                                                        | Qiantang                                                                               | 2012 | Hangzhou 30° 09′ 35″ N, 120° 07′ 04″ E                                      | Zhejiang            | [ 134 ]            |
|       | 247  | Pont de Sanxianzhou                                     | 三县洲大桥               | 238       | 1376  | Haubané Monopylône, tablier caisson béton, pylône béton                                        | Minjiang                                                                               | 1999 | Fuzhou 26° 02′ 54,1″ N, 119° 17′ 53,9″ E                                    | Fujian              |                    |
|       | 248  | Pont de Tongwamen                                       | 铜瓦门大桥               | 238       |       | Arc CFST, tablier intermédiaire                                                                | Shipughang (Mer de Chine orientale)                                                    | 2001 | Shipugang 29° 12′ 54,4″ N, 121° 57′ 33,1″ E                                 | Zhejiang            |                    |
|       | 249  | Pont ferroviaire de Beipanjiang                         | 北盘江铁路桥             | 236       | 468   | Arc CFST, tablier porté                                                                        | Shuibai Railway (Shuicheng-Baiguo) Beipanjiang                                         | 2001 | Liupanshui 26° 12′ 35,1″ N, 104° 43′ 14,7″ E                                | Guizhou             | [ B 11 ]           |
|       | 250  | Pont du canal de Jinghang                               | 京杭运河特大桥           | 235       | 2577  | Arc CFST, tablier intermédiaire                                                                | G30 Lianhuo Expy Jinghangyunhe                                                         | 2001 | Pizhou 34° 17′ 06,5″ N, 117° 58′ 13,8″ E                                    | Jiangsu             | [ C 46 ]           |
|       | 251  | Pont de Buliuhe                                         | 布柳河大桥               | 235       | 537   | Poutre-caisson Béton précontraint 145+235+145                                                  | Buliuhe                                                                                | 2006 | Xiangyangzhen 25° 01′ 19,6″ N, 107° 01′ 06,2″ E                             | Guangxi             | [ 135 ]            |
|       | 252  | Pont de Mengzhai                                        | 孟寨大桥                 | 235 (x3)  |       | Poutre-caisson Béton précontraint                                                              | G60 Hukun Expy                                                                         | 2009 | Xian de Qinglong                                                            | Guizhou             |                    |
|       | 253  | Pont de Gushan                                          | 福州鼓山大桥             | 235       | 3050  | Suspendu Auto-ancré, tablier caisson acier, pylône béton                                       | Houban Road Minjiang                                                                   | 2010 | Fuzhou 26° 02′ 45,7″ N, 119° 21′ 14,1″ E                                    | Fujian              | [ 136 ]            |
|       | 254  | Pont Yuehu                                              | 月湖桥                   | 232       | 1570  | Haubané Monopylône, tablier caisson béton, pylône béton                                        | Qiaokou Road - Jiangcheng Avenue Hanjiang                                              | 1998 | Wuhan 30° 34′ 06,3″ N, 114° 14′ 38,6″ E                                     | Hubei               | [ 137 ]            |
|       | 255  | Pont Xiasha                                             | 浙江杭州钱塘江六桥       | 232 (x3)  | 8230  | Poutre-caisson Béton précontraint 2 ouvrages jumelés 127+3x232+127                             | G60 Hukun Expy Qiantang                                                                | 2002 | Hangzhou 30° 15′ 07,5″ N, 120° 21′ 23,6″ E                                  | Zhejiang            |                    |
|       | 256  | Pont de Shimen                                          | 石门大桥                 | 230       | 716   | Haubané Monopylône, tablier caisson béton, pylône béton, suspension axiale 230+200             | Hongshi Road Jialing                                                                   | 1988 | Chongqing 29° 33′ 53,5″ N, 106° 28′ 36,1″ E                                 | Chongqing           | [ 138 ]            |
|       | 257  | Pont de Beidong                                         | 碚东大桥                 | 230       | 1803  | Poutre-caisson Béton précontraint                                                              | Jialing                                                                                | 2007 | District de Beibei 29° 50′ 04,1″ N, 106° 26′ 36,4″ E                        | Chongqing           | [ 139 ]            |
|       | 258  | Pont de Tangxihe                                        | 汤溪河特大桥             | 230       |       | Poutre-caisson Béton précontraint                                                              | G42 Hurong Expy Tangxihe                                                               | 2009 | Yunyang 30° 58′ 57″ N, 108° 53′ 58,6″ E                                     | Chongqing           |                    |
|       | 259  | Pont de Shengmi                                         | 生米大桥                 | 228 (x2)  |       | Arc CFST, tablier intermédiaire                                                                | Changnan Avenue Ganjiang                                                               | 2006 | Nanchang 28° 37′ 29,7″ N, 115° 49′ 35″ E                                    | Jiangxi             |                    |
|       | 260  | Pont de Yujiang                                         | 郁江特大桥               | 228       | 11300 | Haubané Tablier treillis acier, pylônes béton 36+96+228+96+36                                  | Nanguang Railway Yu                                                                    | 2012 | Guiping 23° 17′ 22,7″ N, 110° 02′ 27,3″ E                                   | Guangxi             | [ 140 ]            |
|       | 261  | Pont de Hutiaohe                                        | 虎跳河大桥               | 225 (x4)  | 1958  | Poutre-caisson Béton précontraint 2 ouvrages jumelés 120+4x225+120                             | G60 Hukun Expy Hutiaohe                                                                | 2009 | Sanbanqiaozhen 25° 48′ 16,5″ N, 104° 52′ 15,3″ E                            | Guizhou             | [ 141 ]            |
|       | 262  | Pont de Waitan                                          | 外滩大桥                 | 225       | 1396  | Haubané                                                                                        | Yongjiang (Zhejiang)                                                                   | 2010 | Ningbo 29° 52′ 58,7″ N, 121° 33′ 34,2″ E                                    | Zhejiang            | [ 142 ]            |
|       | 263  | Pont de Jinan sur le fleuve Jaune                       | 济南黄河大桥             | 220       | 2023  | Haubané Tablier caisson béton, pylônes béton 94+220+94                                         | G220 - G104 fleuve Jaune                                                               | 1982 | Jinan 36° 45′ 20,4″ N, 117° 01′ 54,9″ E                                     | Shandong            | [ Y 5 ]            |
|       | 264  | Pont de Liujing Yujiang                                 | 六景大桥                 | 220       | 480   | Arc CFST, tablier intermédiaire                                                                | G72 Quannan Expy Yujiang                                                               | 1999 | Liujingzhen 22° 51′ 59,1″ N, 108° 52′ 41,8″ E                               | Guangxi             |                    |
|       | 265  | Pont de Xuguo                                           | 许沟特大桥               | 220       | 493   | Arc Béton, tablier porté                                                                       | G30 Lianhuo Expy                                                                       | 2001 | Luoyang 34° 45′ 37,7″ N, 111° 54′ 19,5″ E                                   | Henan               | [ D 1 ]            |
|       | 266  | Pont de Dongyang                                        | 东阳嘉陵江大桥           | 220       | 860   | Poutre-caisson Béton précontraint 2 ouvrages jumelés                                           | G75 Lanhai Expy Jialing                                                                | 2002 | District de Beibei 29° 50′ 43,6″ N, 106° 25′ 32,5″ E                        | Chongqing           | [ C 47 ]           |
|       | 267  | Pont de Nanlidu                                         | 南泥渡大桥               | 220       |       | Arc CFST, tablier porté                                                                        | G318 National Road Nanli Duhe                                                          | 2002 | Baiyangpingxiang 30° 27′ 05,6″ N, 109° 43′ 20,9″ E                          | Hubei               |                    |
|       | 268  | Pont de Dongying                                        | 东营黄河大桥             | 220       | 2743  | Poutre-caisson Béton précontraint 2 ouvrages jumelés 116+200+220+200+116                       | G18 Rongwu Expy S227 fleuve Jaune                                                      | 2005 | Xian de Kenli 37° 38′ 01,3″ N, 118° 35′ 01,6″ E                             | Shandong            | ,                  |
|       | 269  | Pont de Nanpanjiang                                     | 南盘江大桥               | 220       | 636   | Poutre-caisson Béton précontraint                                                              | Jiushi'a Expy Nanpanjiang                                                              | 2005 | Linyinzhai 25° 00′ 09,6″ N, 103° 19′ 37,5″ E                                | Yunnan              | [ C 48 ]           |
|       | 270  | Pont de Huiqing                                         | 惠青黄河公路大桥         | 220       | 1548  | Extradossé Tablier caisson béton, pylônes béton 133+220+133                                    | fleuve Jaune                                                                           | 2006 | Xian de Huimin - Xian de Gaoqing 37° 14′ 31,4″ N, 117° 37′ 24,3″ E          | Shandong            | [ Y 7 ]            |
|       | 271  | Pont de Mangjiedu                                       | 漭街渡大桥               | 220       | 802   | Poutre-caisson Béton précontraint 116+220+116                                                  | Mékong                                                                                 | 2009 | Yongxinxiang 24° 46′ 50,6″ N, 99° 51′ 50,5″ E                               | Yunnan              | [ D 16 ]           |
|       | 272  | Pont de Qing Jiang                                      | 清江大桥                 | 220       | 380   | Haubané Monopylône, tablier caisson béton, pylône béton                                        | G50 Huyu Expy Qing Jiang                                                               | 2009 | Enshi 30° 14′ 04,3″ N, 109° 29′ 22″ E                                       | Hubei               | [ B 12 ]           |
|       | 273  | Pont ferroviaire sur le Xiaolan                         | 小榄特大桥               | 220       |       | Arc CFST, tablier intermédiaire, béquilles béton 100+220+100                                   | Guangzhou–Zhuhai Intercity Railway Xiaolan Channel                                     | 2010 | Zhongshan 22° 39′ 35,7″ N, 113° 16′ 23″ E                                   | Guangdong           | [ 143 ]            |
|       | 274  | Pont ferroviaire de Rongjiang                           | 榕江特大桥               | 220 (x2)  | 7374  | Arc Acier, tablier intermédiaire 110+220+220+110                                               | Rongjiang                                                                              | 2013 | Shantou 23° 26′ 25,9″ N, 116° 31′ 05,8″ E                                   | Guangdong           | [ C 49 ]           |
|       | 275  | Pont de Miaoziping                                      | 紫坪铺水库大桥           | 220       | 1436  | Poutre-caisson Béton précontraint                                                              | Duwen Expy Réservoir de Zipingpu                                                       |      | Dujiangyan 31° 01′ 13,2″ N, 103° 32′ 49″ E                                  | Sichuan             |                    |
|       | 276  | Pont de Liede                                           | 猎德大桥                 | 219       |       | Suspendu Auto-ancré, monopylône, tablier caisson acier, pylône béton                           | Liede Avenue Rivière des Perles                                                        | 2009 | Guangzhou 23° 06′ 44,4″ N, 113° 19′ 42,8″ E                                 | Guangdong           |                    |
|       | 277  | Pont de Jiujiang                                        | 九江长江大桥             | 216       | 7675  | Arc Acier, tablier intermédiaire treillis à 2 niveaux 6x162+180+216+180+2x126                  | Jingjiu Railway (Beijing-Jiujiang-Kowloon) - G105 National Road Yangzi Jiang           | 1992 | Jiujiang - Xian de Huangmei 29° 44′ 53,4″ N, 116° 00′ 53,5″ E               | Jiangxi Hubei       | [ Note 4 ]         |
|       | 278  | Pont de Jiyang                                          | 济阳黄河大桥             | 216       | 1165  | Extradossé Tablier caisson béton, pylônes béton 107+195+216+195+107                            | Huanghe Street fleuve Jaune                                                            | 2008 | Xian de Jiyang 36° 55′ 38″ N, 117° 11′ 18,7″ E                              | Shandong            | [ 145 ]            |
|       | 279  | Second pont MacArthur                                   | 麥帥二橋                 | 210       |       | Arc Acier, tablier intermédiaire Pont bow-string                                               |                                                                                        | 1996 | Taipei 25° 03′ 22,1″ N, 121° 34′ 17,7″ E                                    | Taiwan              |                    |
|       | 280  | Pont autoroutier de Jingtai                             | 京福高速公路济南黄河大桥 | 210       | 948   | Poutre-caisson Béton précontraint 2 ouvrages jumelés 160+210+160                               | G3 Jingtai Expy G2001 fleuve Jaune                                                     | 1999 | Jinan - Xian de Qihe 36° 43′ 48,2″ N, 116° 51′ 16″ E                        | Shandong            | [ Y 8 ]            |
|       | 281  | Pont de Tongmai                                         | 通麥大橋                 | 210       | 258   | Suspendu Tablier treillis acier, pylônes béton                                                 | G318 National Road Yigong Zangbu                                                       | 2000 | Yigongxiang 30° 05′ 51,3″ N, 95° 03′ 52,6″ E                                | Tibet               | [ 146 ]            |
|       | 282  | Pont de Taichang                                        | 泰昌大桥                 | 210       | 270   | Suspendu Tablier treillis acier, pylônes acier                                                 | Daninghe                                                                               | 2004 | Xian de Wushan 31° 15′ 12,7″ N, 109° 48′ 28,6″ E                            | Chongqing           | [ C 50 ]           |
|       | 283  | Pont de Guangyangdao                                    | 重庆广阳岛大桥           | 210       | 1129  | Poutre-caisson Béton précontraint                                                              | 034 Country Road Yangzi Jiang                                                          | 2005 | Chongqing 29° 33′ 27,8″ N, 106° 40′ 51,9″ E                                 | Chongqing           | [ 147 ]            |
|       | 284  | Pont de Hong Kong-Shenzhen                              | 深圳灣公路大橋           | 210       | 5500  | Haubané Monopylône, tablier caisson acier, pylône béton, suspension axiale                     | Hong Kong-Shenzhen Western Corridor Baie de Shenzhen                                   | 2007 | Yuen Long - Shenzhen 22° 28′ 33,5″ N, 113° 57′ 20,9″ E                      | Hong Kong Guangdong | [ 148 ]            |
|       | 285  | Pont de Sanjiaojiang                                    | 三礁江大桥               | 210 (x2)  | 781   | Extradossé Tablier caisson béton, pylônes béton 120+210+210+115                                | Mer de Chine orientale                                                                 | 2009 | Xian de Shengsi 30° 43′ 25,1″ N, 122° 47′ 50,9″ E                           | Zhejiang            | [ 149 ]            |
|       | 286  | Pont de Jiubao                                          | 九堡大桥                 | 210 (x3)  | 1855  | Arc Acier, tablier suspendu                                                                    | Qiantang                                                                               | 2012 | Hangzhou 30° 17′ 34,4″ N, 120° 17′ 05,3″ E                                  | Zhejiang            | ,                  |
|       | 287  | Pont de Wangchui                                        |                          | 208       |       | Arc                                                                                            |                                                                                        | 2000 | Xiangxi                                                                     | Hunan               |                    |
|       | 288  | Pont de Wuyuan                                          | 厦门五缘大桥             | 208       | 801   | Arc Acier, tablier intermédiaire                                                               | X401 Huandao East Road Xunjianggang - Baie de Wuyuan                                   | 2004 | Xiamen 24° 32′ 29,4″ N, 118° 10′ 21,7″ E                                    | Fujian              | [ 152 ]            |
|       | 289  | Pont de Xingduicha                                      | 行对岔大桥               | 205       |       | Arc Béton, tablier porté                                                                       | S303                                                                                   | 2007 | Hongkouxiang                                                                | Fujian              |                    |
|       | 290  | Pont de Tianchi                                         | 天池大桥                 | 205       |       | Arc Béton, tablier porté                                                                       | S303                                                                                   | 2007 | Hongkouxiang 26° 53′ 13,6″ N, 119° 17′ 09,5″ E                              | Fujian              |                    |
|       | 291  | Pont de Fujiang                                         | 绵阳市涪江三桥           | 202       | 294   | Arc CFST, tablier intermédiaire                                                                | Mianyang 1st Ring Road Fujiang                                                         | 1997 | Mianyang 31° 27′ 40,9″ N, 104° 45′ 34,8″ E                                  | Sichuan             | [ C 51 ]           |
|       | 292  | Pont de l'île Moon                                      | 月亮岛上看大桥           | 202       | 202   | Arc CFST, tablier suspendu                                                                     | Yalou                                                                                  | 2003 | Dandong 40° 05′ 38,4″ N, 124° 21′ 36,8″ E                                   | Liaoning            | [ D 17 ]           |
|       | 293  | Pont de Maogang                                         | 泖港大桥                 | 200       | 392   | Haubané Tablier caisson béton, pylônes béton                                                   | S234 Maogang                                                                           | 1982 | Shanghai 30° 56′ 18,3″ N, 121° 13′ 05,3″ E                                  | Shanghai            | [ C 52 ]           |
|       | 294  | Pont en arc de Fuling                                   | 涪陵乌江大桥             | 200       | 352   | Arc Béton, tablier porté                                                                       | S103 - S303 - S306 Wujiang                                                             | 1989 | Fuling 29° 41′ 31,7″ N, 107° 24′ 24,1″ E                                    | Chongqing           | [ D 1 ]            |
|       | 295  | Pont de Nanhai Sanshanxi                                | 三山西大桥               | 200       | 1280  | Arc CFST, tablier intermédiaire                                                                | S267 Provincial Road Dongping Shuidao                                                  | 1995 | Foshan 23° 02′ 26,3″ N, 113° 12′ 43,5″ E                                    | Guangdong           | [ 153 ]            |
|       | 296  | Pont de Bingcaogang                                     | 炳草岗大桥               | 200       | 516   | Haubané                                                                                        | Jinsha Jiang                                                                           | 2001 | Panzhihua 26° 34′ 32″ N, 101° 42′ 14,5″ E                                   | Sichuan             | [ 154 ]            |
|       | 297  | Pont de Hechuan Jialingjiang                            | 合川东渡大桥             | 200       | 830   | Arc CFST, tablier intermédiaire                                                                | Panlong Road - Diaoyucheng Avenue Jialing                                              | 2002 | District de Hechuan 30° 00′ 06,4″ N, 106° 16′ 20,6″ E                       | Chongqing           | [ C 53 ]           |
|       | 298  | Pont de Wangcun                                         | 王村特大桥               | 200       | 302   | Arc CFST, tablier intermédiaire                                                                | S229 You Shui (Yuan Jiang)                                                             | 2003 | Wangcunzhen 28° 44′ 08,4″ N, 109° 56′ 47,4″ E                               | Hunan               |                    |
|       | 299  | Pont de Xilong                                          | 广东广州新龙大桥         | 200       | 2486  | Poutre-caisson Béton précontraint 2 ouvrages jumelés                                           | Nanshagang Expy Jiaomen Waterway                                                       | 2004 | Zhongshan 22° 38′ 08,7″ N, 113° 38′ 55,1″ E                                 | Guangdong           | [ 155 ]            |
|       | 300  | Pont de Yangjialing                                     | 杨家岭大桥               | 200       |       | Poutre-caisson Béton précontraint 2 ouvrages jumelés                                           |                                                                                        | 2007 | Xian de Zhong 30° 12′ 55,7″ N, 108° 03′ 26,3″ E                             | Chongqing           |                    |
|       | 301  | Pont routier de Yanjinhe                                | 盐津河梁桥               | 200       |       | Poutre-caisson Béton précontraint                                                              | S208 Yanjinhe                                                                          | 2007 | Renhuai 27° 46′ 36,3″ N, 106° 22′ 16,4″ E                                   | Guizhou             |                    |
|       | 302  | Pont de Mashuihe                                        | 马水河特大桥             | 200 (x3)  | 994   | Poutre-caisson Béton précontraint 2 ouvrages jumelés 110+3x200+110                             | G50 Huyu Expy Nanli Duhe                                                               | 2008 | Baiyangpingxiang 30° 28′ 13,1″ N, 109° 44′ 01,3″ E                          | Hubei               | [ 156 ]            |
|       | 303  | Pont de Wujiang                                         | 乌江大桥                 | 200 (x2)  | 1452  | Poutre-caisson Béton précontraint                                                              | G75 Lanhai Expy Wujiang                                                                | 2008 | Wujiangzhen 27° 18′ 51″ N, 106° 46′ 27,1″ E                                 | Guizhou             | [ 157 ]            |
|       | 304  | Pont de Zhuchanghe                                      | 朱昌河特大桥             | 200       | 672   | Poutre-caisson Béton précontraint 2 ouvrages jumelés                                           | G60 Hukun Expy Zhuchanghe                                                              | 2008 | Sanbanqiaozhen 25° 47′ 42,9″ N, 104° 48′ 27,2″ E                            | Guizhou             | [ 158 ]            |
|       | 305  | Pont de Longtanhe                                       | 龙潭河大桥               | 200 (x3)  | 1140  | Poutre-caisson Béton précontraint 2 ouvrages jumelés 106+3x200+106                             | G50 Huyu Expy                                                                          | 2009 | Langpingzhen 30° 37′ 09,6″ N, 110° 29′ 49,1″ E                              | Hubei               |                    |
|       | 306  | Pont de Weijiazhou                                      | 魏家洲特大桥             | 200       | 554   | Poutre-caisson Béton précontraint 2 ouvrages jumelés                                           | G50 Huyu Expy Danhe                                                                    | 2009 | Gaojiayanzhen 30° 36′ 31″ N, 110° 56′ 48,3″ E                               | Hubei               | [ 159 ]            |
|       | 307  | Pont autoroutier du Wujiang (Huangcaoxiang)             | 乌江河大桥               | 200       |       | Poutre-caisson Béton précontraint 2 ouvrages jumelés                                           | G65 Baomao Expy Wujiang                                                                | 2009 | Huangcaoxiang 29° 19′ 43,8″ N, 107° 56′ 05,6″ E                             | Chongqing           |                    |
|       | 308  | Pont autoroutier de Yanjinhe                            | 盐津河梁桥               | 200       |       | Poutre-caisson Béton précontraint 2 ouvrages jumelés                                           | Zunchi Expy Yanjinhe                                                                   | 2009 | Renhuai 27° 46′ 22,2″ N, 106° 22′ 47,1″ E                                   | Guizhou             |                    |
|       | 309  | Pont de Yesanhe                                         | 野三河特大桥             | 200       |       | Poutre-caisson Béton précontraint 2 ouvrages jumelés                                           | G50 Huyu Expy Yesanhe                                                                  | 2009 | Gaopingzhen 30° 38′ 50,4″ N, 110° 05′ 19,6″ E                               | Hubei               |                    |
|       | 310  | Pont de Labajin                                         | 腊八斤特大桥             | 200 (x2)  |       | Poutre-caisson Béton précontraint 2 ouvrages jumelés 105+200+200+105                           | G5 Jingkun Expy                                                                        | 2012 | Xian de Yingjing 29° 41′ 23,4″ N, 102° 48′ 47,4″ E                          | Sichuan             |                    |

## Ponts en verre
| Image | Rang | Nom                                                          | Chinois            | Portée | Long. | Type           | Voie portée Voie franchie | Date | Localisation                                                      | Province | Ref.    |
| ----- | ---- | ------------------------------------------------------------ | ------------------ | ------ | ----- | -------------- | ------------------------- | ---- | ----------------------------------------------------------------- | -------- | ------- |
|       | 1    | Brave Men's Bridge ou Pont des Héros                         | 高空玻璃桥         | 300    | 300   | Suspendu Verre |                           | 2015 | Shiniuzhai National Geological Park 28° 54′ 44″ N, 113° 58′ 49″ E | Hunan    | [ 160 ] |
|       | 2    | Zhangjiajie Grand Canyon Skywalk ou Zhangjiajie Glass Bridge | 张家界大峡谷玻璃桥 | 430    | 430   | Suspendu Verre |                           | 2016 | Wulingyuan 29° 23′ 58″ N, 110° 41′ 54″ E                          | Hunan    | [ 161 ] |